# Llista d'asteroides (1-1000)
Llista d'asteroides de l'1 al 1.000, amb data de descoberta i descobridor. És un fragment de la llista d'asteroides completa. Als asteroides se'ls dona un número quan es confirma la seva òrbita, per tant apareixen llistats aproximadament segons la data de descobriment.

## 1–100
| Nom             | Designació provisional | Data de descobriment | Lloc de descobriment                   | Descobridor/s         |
| --------------- | ---------------------- | -------------------- | -------------------------------------- | --------------------- |
| (1) Ceres       |                        | 1 de gener, 1801     | Palerm, Sicília                        | G. Piazzi             |
| (2) Pal·les     |                        | 28 de març, 1802     | Bremen, Alemanya                       | H. W. Olbers          |
| (3) Juno        |                        | 1 de setembre, 1804  | Lilienthal, Alemanya                   | K. Harding            |
| (4) Vesta       |                        | 29 de març, 1807     | Bremen, Alemanya                       | H. W. Olbers          |
| (5) Astrea      |                        | 8 de desembre, 1845  | Driesen (ara Drezdenko, Polònia)       | K. L. Hencke          |
| (6) Hebe        |                        | 1 de juliol, 1847    | Driesen (ara Drezdenko, Polònia)       | K. L. Hencke          |
| (7) Iris        |                        | 13 d'agost, 1847     | Londres (Regne Unit)                   | J. R. Hind            |
| (8) Flora       |                        | 18 d'octubre, 1847   | Londres, Anglaterra                    | J. R. Hind            |
| (9) Metis       |                        | 25 d'abril, 1848     | Markree, Irlanda                       | A. Graham             |
| (10) Higiea     |                        | 12 d'abril, 1849     | Nàpols, Itàlia                         | A. de Gasparis        |
| (11) Partènope  |                        | 11 de maig, 1850     | Nàpols, Itàlia                         | A. de Gasparis        |
| (12) Victòria   |                        | 13 de setembre, 1850 | Londres (Regne Unit)                   | J. R. Hind            |
| (13) Egèria     |                        | 2 de novembre, 1850  | Nàpols, Itàlia                         | A. de Gasparis        |
| (14) Irene      |                        | 19 de maig, 1851     | Londres (Regne Unit)                   | J. R. Hind            |
| (15) Eunòmia    |                        | 29 de juliol, 1851   | Nàpols, Itàlia                         | A. de Gasparis        |
| (16) Psique     |                        | 17 de març, 1852     | Nàpols, Itàlia                         | A. de Gasparis        |
| (17) Tetis      |                        | 17 d'abril, 1852     | Düsseldorf, Alemanya                   | R. Luther             |
| (18) Melpòmene  |                        | 24 de juny, 1852     | Londres (Regne Unit)                   | J. R. Hind            |
| (19) Fortuna    |                        | 22 d'agost, 1852     | Londres, Anglaterra                    | J. R. Hind            |
| (20) Massàlia   |                        | 19 de setembre, 1852 | Nàpols, Itàlia                         | A. de Gasparis        |
| (21) Lutècia    |                        | 15 de novembre, 1852 | París, França                          | H. Goldschmidt        |
| (22) Cal·líope  |                        | 16 de novembre, 1852 | Londres (Regne Unit)                   | J. R. Hind            |
| (23) Talia      |                        | 15 de desembre, 1852 | Londres, Anglaterra                    | J. R. Hind            |
| (24) Temis      |                        | 5 d'abril, 1853      | Nàpols, Itàlia                         | A. de Gasparis        |
| (25) Focea      |                        | 6 d'abril, 1853      | Marsella, França                       | J. Chacornac          |
| (26) Proserpina |                        | 5 de maig, 1853      | Düsseldorf, Alemanya                   | R. Luther             |
| (27) Euterpe    |                        | 8 de novembre, 1853  | Londres (Regne Unit)                   | J. R. Hind            |
| (28) Bel·lona   |                        | 1 de març, 1854      | Düsseldorf, Alemanya                   | R. Luther             |
| (29) Amfitrite  |                        | 1 de març, 1854      | Londres (Regne Unit)                   | A. Marth              |
| (30) Urània     |                        | 22 de juliol, 1854   | Londres, Anglaterra                    | J. R. Hind            |
| (31) Eufròsine  |                        | 1 de setembre, 1854  | Washington D.C, Estats Units           | J. Ferguson           |
| (32) Pomona     |                        | 26 d'octubre, 1854   | París, França                          | H. Goldschmidt        |
| (33) Polímnia   |                        | 28 d'octubre, 1854   | París, França                          | J. Chacornac          |
| (34) Circe      |                        | 6 d'abril, 1855      | París, França                          | J. Chacornac          |
| (35) Leucotea   |                        | 19 d'abril, 1855     | Düsseldorf, Alemanya                   | R. Luther             |
| (36) Atalante   |                        | 5 d'octubre, 1855    | París, França                          | H. Goldschmidt        |
| (37) Fides      |                        | 5 d'octubre, 1855    | Düsseldorf, Alemanya                   | R. Luther             |
| (38) Leda       |                        | 12 de gener, 1856    | París, França                          | J. Chacornac          |
| (39) Letícia    |                        | 8 de febrer, 1856    | París, França                          | J. Chacornac          |
| (40) Harmonia   |                        | 31 de març, 1856     | París, França                          | H. Goldschmidt        |
| (41) Dafne      |                        | 22 de maig, 1856     | París, França                          | H. Goldschmidt        |
| (42) Isis       |                        | 23 de maig, 1856     | Oxford, Anglaterra                     | N. R. Pogson          |
| (43) Ariadna    |                        | 15 d'abril, 1857     | Oxford, Anglaterra                     | N. R. Pogson          |
| (44) Nisa       |                        | 27 de maig, 1857     | París, França                          | H. Goldschmidt        |
| (45) Eugènia    |                        | 27 de juny, 1857     | París, França                          | H. Goldschmidt        |
| (46) Hestia     |                        | 16 d'agost, 1857     | Oxford, Anglaterra                     | N. R. Pogson          |
| (47) Aglaia     |                        | 15 de setembre, 1857 | Düsseldorf, Alemanya                   | R. Luther             |
| (48) Doris      |                        | 19 de setembre, 1857 | París, França                          | H. Goldschmidt        |
| (49) Pales      |                        | 19 de setembre, 1857 | París, França                          | H. Goldschmidt        |
| (50) Virgínia   |                        | 4 d'octubre, 1857    | Washington D.C, Estats Units           | J. Ferguson           |
| (51) Nemausa    |                        | 22 de gener, 1858    | Nimes, França                          | A. Laurent            |
| (52) Europa     |                        | 4 de febrer, 1858    | París, França                          | H. Goldschmidt        |
| (53) Calipso    |                        | 4 d'abril, 1858      | Düsseldorf, Alemanya                   | R. Luther             |
| (54) Alexandra  |                        | 10 de setembre, 1858 | París, França                          | H. Goldschmidt        |
| (55) Pandora    |                        | 10 de setembre, 1858 | Albany, Nova York, Estats Units        | G. M. Searle          |
| (56) Meletea    |                        | 9 de setembre, 1857  | París, França                          | H. Goldschmidt        |
| (57) Mnemòsine  |                        | 22 de setembre, 1859 | Düsseldorf, Alemanya                   | R. Luther             |
| (58) Concòrdia  |                        | 24 de març, 1860     | Düsseldorf, Alemanya                   | R. Luther             |
| (59) Elpis      |                        | 12 de setembre, 1860 | París, França                          | J. Chacornac          |
| (60) Eco        |                        | 14 de setembre, 1860 | Washington DC, Estats Units            | J. Ferguson           |
| (61) Dànae      |                        | 19 de setembre, 1860 | París, França                          | H. Goldschmidt        |
| (62) Èrato      |                        | 14 de setembre, 1860 | Berlín, Alemanya                       | O. Lesser, W. Förster |
| (63) Ausònia    |                        | 10 de febrer, 1861   | Nàpols, Itàlia                         | A. de Gasparis        |
| (64) Angelina   |                        | 4 de març, 1861      | Marsella, França                       | E. W. Tempel          |
| (65) Cíbele     |                        | 8 de març, 1861      | Marsella, França                       | E. W. Tempel          |
| (66) Maia       |                        | 9 d'abril, 1861      | Cambridge, Massachusetts, Estats Units | H. P. Tuttle          |
| (67) Àsia       |                        | 17 d'abril, 1861     | Madras, Índia                          | N. R. Pogson          |
| (68) Leto       |                        | 29 d'abril, 1861     | Düsseldorf, Alemanya                   | R. Luther             |
| (69) Hespèria   |                        | 26 d'abril, 1861     | Milà, Itàlia                           | G. Schiaparelli       |
| (70) Panopea    |                        | 5 de maig, 1861      | París, França                          | H. Goldschmidt        |
| (71) Níobe      |                        | 13 d'agost, 1861     | Düsseldorf, Alemanya                   | R. Luther             |
| (72) Ferònia    |                        | 29 de maig, 1861     | Clinton, Nova York, Estats Units       | C. H. F. Peters       |
| (73) Clícia     |                        | 7 d'abril, 1862      | Cambridge, Massachusetts, Estats Units | H. P. Tuttle          |
| (74) Galatea    |                        | 29 d'agost, 1862     | Marsella, França                       | E. W. Tempel          |
| (75) Eurídice   |                        | 22 de setembre, 1862 | Clinton, Nova York, Estats Units       | C. H. F. Peters       |
| (76) Freia      |                        | 2 d'octubre, 1862    | Copenhaguen, Dinamarca                 | H. d'Arrest           |
| (77) Frigga     |                        | 12 de novembre, 1862 | Clinton, Nova York, Estats Units       | C. H. F. Peters       |
| (78) Diana      |                        | 15 de març, 1863     | Düsseldorf, Alemanya                   | R. Luther             |
| (79) Eurínome   |                        | 14 de setembre, 1863 | Ann Arbor, Michigan, Estats Units      | J. C. Watson          |
| (80) Safo       |                        | 2 de maig, 1864      | Madras, Índia                          | N. R. Pogson          |
| (81) Terpsícore |                        | 30 de setembre, 1864 | Marsella, França                       | E. W. Tempel          |
| (82) Alcmena    |                        | 27 de novembre, 1864 | Düsseldorf, Alemanya                   | R. Luther             |
| (83) Beatrix    |                        | 26 d'abril, 1865     | Nàpols, Itàlia                         | A. de Gasparis        |
| (84) Clio       |                        | 25 d'agost, 1865     | Düsseldorf, Alemanya                   | R. Luther             |
| (85) Io         |                        | 19 de setembre, 1865 | Clinton, Nova York, Estats Units       | C. H. F. Peters       |
| (86) Sèmele     |                        | 4 de gener, 1866     | Berlín, Alemanya                       | F. Tietjen            |
| (87) Sílvia     |                        | 16 de maig, 1866     | Madras, Índia                          | N. R. Pogson          |
| (88) Tisbe      |                        | 15 de juny, 1866     | Clinton, Nova York, Estats Units       | C. H. F. Peters       |
| (89) Júlia      |                        | 6 d'agost, 1866      | Marsella, França                       | É. Stephan            |
| (90) Antíope    |                        | 1 d'octubre, 1866    | Düsseldorf, Alemanya                   | R. Luther             |
| (91) Egina      |                        | 4 de novembre, 1866  | Marsella, França                       | É. Stephan            |
| (92) Undina     |                        | 7 de juliol, 1867    | Clinton, Nova York, Estats Units       | C. H. F. Peters       |
| (93) Minerva    |                        | 24 d'agost, 1867     | Ann Arbor, Michigan, Estats Units      | J. C. Watson          |
| (94) Aurora     |                        | 6 de setembre, 1867  | Ann Arbor, Michigan, Estats Units      | J. C. Watson          |
| (95) Aretusa    |                        | 23 de novembre, 1867 | Düsseldorf, Alemanya                   | R. Luther             |
| (96) Aegle      |                        | 17 de febrer, 1868   | Marsella, França                       | J. Coggia             |
| (97) Cloto      |                        | 17 de febrer, 1868   | Marsella, França                       | E. W. Tempel          |
| (98) Iante      |                        | 18 d'abril, 1868     | Clinton, Nova York, Estats Units       | C. H. F. Peters       |
| (99) Dice       |                        | 28 de maig, 1868     | Marsella, França                       | A. Borrelly           |
| (100) Hekate    |                        | 11 de juliol, 1868   | Ann Arbor, Michigan, Estats Units      | J. C. Watson          |

## 101–200
| Nom                 | Designació provisional | Data de descobriment   | Lloc de descobriment              | Descobridor/s   |
| ------------------- | ---------------------- | ---------------------- | --------------------------------- | --------------- |
| (101) Helena        |                        | 15 d'agost de 1868     | Ann Arbor, Michigan, Estats Units | J. C. Watson    |
| (102) Miriam        |                        | 22 d'agost de 1868     | Clinton (Nova York), Estats Units | C. H. F. Peters |
| (103) Hera          |                        | 7 de setembre de 1868  | Ann Arbor, Michigan, Estats Units | J. C. Watson    |
| (104) Klymene       |                        | 13 de setembre de 1868 | Ann Arbor, Michigan, Estats Units | J. C. Watson    |
| (105) Artemis       |                        | 16 de setembre de 1868 | Ann Arbor, Michigan, Estats Units | J. C. Watson    |
| (106) Dione         | A902 TA                | 10 d'octubre de 1868   | Ann Arbor, Michigan, Estats Units | J. C. Watson    |
| (107) Camilla       |                        | 17 de novembre de 1868 | Madras, Índia                     | N. R. Pogson    |
| (108) Hecuba        |                        | 2 d'abril de 1869      | Düsseldorf, Alemanya              | R. Luther       |
| (109) Felicitas     |                        | 9 d'octubre de 1869    | Clinton (Nova York), Estats Units | C. H. F. Peters |
| (110) Lydia         |                        | 19 d'abril de 1870     | Marsella, França                  | A. Borrelly     |
| (111) Ate           |                        | 14 d'agost de 1870     | Clinton (Nova York), Estats Units | C. H. F. Peters |
| (112) Iphigenia     |                        | 19 de setembre de 1870 | Clinton, Nova York, Estats Units  | C. H. F. Peters |
| (113) Amalthea      |                        | 12 de març de 1871     | Düsseldorf, Alemanya              | R. Luther       |
| (114) Kassandra     |                        | 23 de juliol de 1871   | Clinton (Nova York), Estats Units | C. H. F. Peters |
| (115) Thyra         |                        | 6 d'agost de 1871      | Ann Arbor, Michigan, Estats Units | J. C. Watson    |
| (116) Sirona        |                        | 8 de setembre de 1871  | Clinton (Nova York), Estats Units | C. H. F. Peters |
| (117) Lomia         |                        | 12 de setembre de 1871 | Marsella, França                  | A. Borrelly     |
| (118) Peitho        |                        | 15 de març de 1872     | Düsseldorf, Alemanya              | R. Luther       |
| (119) Althaea       |                        | 3 d'abril de 1872      | Ann Arbor, Michigan, Estats Units | J. C. Watson    |
| (120) Lachesis      |                        | 10 d'abril de 1872     | Marsella, França                  | A. Borrelly     |
| (121) Hermione      |                        | 12 de maig de 1872     | Ann Arbor, Michigan, Estats Units | J. C. Watson    |
| (122) Gerda         |                        | 31 de juliol de 1872   | Clinton (Nova York), Estats Units | C. H. F. Peters |
| (123) Brunhild      |                        | 31 de juliol de 1872   | Clinton, Nova York, Estats Units  | C. H. F. Peters |
| (124) Alkeste       |                        | 23 d'agost de 1872     | Clinton, Nova York, Estats Units  | C. H. F. Peters |
| (125) Liberatrix    |                        | 11 de setembre de 1872 | París, França                     | P. M. Henry     |
| (126) Velleda       |                        | 5 de novembre de 1872  | París, França                     | P. P. Henry     |
| (127) Johanna       |                        | 5 de novembre de 1872  | París, França                     | P. M. Henry     |
| (128) Nemesis       |                        | 25 de novembre de 1872 | Ann Arbor, Michigan, Estats Units | J. C. Watson    |
| (129) Antigone      |                        | 5 de febrer de 1873    | Clinton (Nova York), Estats Units | C. H. F. Peters |
| (130) Elektra       |                        | 17 de febrer de 1873   | Clinton, Nova York, Estats Units  | C. H. F. Peters |
| (131) Völva         |                        | 24 de maig de 1873     | Clinton, Nova York, Estats Units  | C. H. F. Peters |
| (132) Aethra        |                        | 13 de juny de 1873     | Ann Arbor, Michigan, Estats Units | J. C. Watson    |
| (133) Cyrene        |                        | 16 d'agost de 1873     | Ann Arbor, Michigan, Estats Units | J. C. Watson    |
| (134) Sophrosyne    |                        | 17 de setembre de 1873 | Düsseldorf, Alemanya              | R. Luther       |
| (135) Hertha        |                        | 18 de febrer de 1874   | Clinton, Nova York, Estats Units  | C. H. F. Peters |
| (136) Austria       |                        | 18 de març de 1874     | Pula, Croàcia                     | J. Palisa       |
| (137) Meliboea      |                        | 21 d'abril de 1874     | Pula, Croàcia                     | J. Palisa       |
| (138) Tolosa        |                        | 19 de maig de 1874     | Tolosa, França                    | J. Perrotin     |
| (139) Juewa         |                        | 10 d'octubre de 1874   | Pequín, Xina                      | J. C. Watson    |
| (140) Siwa          |                        | 13 d'octubre de 1874   | Pula, Croàcia                     | J. Palisa       |
| (141) Lumen         |                        | 13 de gener de 1875    | París, França                     | P. P. Henry     |
| (142) Polana        |                        | 28 de gener de 1875    | Pula, Croàcia                     | J. Palisa       |
| (143) Adria         |                        | 23 de febrer de 1875   | Pula, Croàcia                     | J. Palisa       |
| (144) Vibilia       |                        | 3 de juny de 1875      | Clinton (Nova York), Estats Units | C. H. F. Peters |
| (145) Adeona        |                        | 3 de juny de 1875      | Clinton, Nova York, Estats Units  | C. H. F. Peters |
| (146) Lucina        |                        | 8 de juny de 1875      | Marsella, França                  | A. Borrelly     |
| (147) Protogeneia   |                        | 10 de juliol de 1875   | Viena, Àustria                    | L. Schulhof     |
| (148) Gallia        |                        | 7 d'agost de 1875      | París, França                     | P. M. Henry     |
| (149) Medusa        |                        | 21 de setembre de 1875 | Tolosa, França                    | J. Perrotin     |
| (150) Nuwa          |                        | 18 d'octubre de 1875   | Ann Arbor, Michigan, Estats Units | J. C. Watson    |
| (151) Abundantia    |                        | 1 de novembre de 1875  | Pula, Croàcia                     | J. Palisa       |
| (152) Atala         |                        | 2 de novembre de 1875  | París, França                     | P. P. Henry     |
| (153) Hilda         |                        | 2 de novembre de 1875  | Pula, Croàcia                     | J. Palisa       |
| (154) Bertha        |                        | 4 de novembre de 1875  | París, França                     | P. M. Henry     |
| (155) Scylla        |                        | 8 de novembre de 1875  | Pula, Croàcia                     | J. Palisa       |
| (156) Xanthippe     |                        | 22 de novembre de 1875 | Pula, Croàcia                     | J. Palisa       |
| (157) Dejanira      |                        | 1 de desembre de 1875  | Marsella, França                  | A. Borrelly     |
| (158) Coronis       |                        | 4 de gener de 1876     | Berlín, Alemanya                  | V. Knorre       |
| (159) Aemilia       |                        | 26 de gener de 1876    | París, França                     | P. P. Henry     |
| (160) Una           |                        | 20 de febrer de 1876   | Clinton (Nova York), Estats Units | C. H. F. Peters |
| (161) Athor         |                        | 19 d'abril de 1876     | Ann Arbor, Michigan, Estats Units | J. C. Watson    |
| (162) Laurentia     |                        | 21 d'abril de 1876     | París, França                     | P. M. Henry     |
| (163) Erigone       |                        | 26 d'abril de 1876     | Tolosa, França                    | J. Perrotin     |
| (164) Eva           |                        | 12 de juliol de 1876   | París, França                     | P. P. Henry     |
| (165) Loreley       |                        | 9 d'agost de 1876      | Clinton (Nova York), Estats Units | C. H. F. Peters |
| (166) Rhodope       |                        | 15 d'agost de 1876     | Clinton, Nova York, Estats Units  | C. H. F. Peters |
| (167) Urda          |                        | 28 d'agost de 1876     | Clinton, Nova York, Estats Units  | C. H. F. Peters |
| (168) Sibylla       |                        | 28 de setembre de 1876 | Ann Arbor, Michigan, Estats Units | J. C. Watson    |
| (169) Zelia         |                        | 28 de setembre de 1876 | París, França                     | P. M. Henry     |
| (170) Maria         |                        | 10 de gener de 1877    | Tolosa, França                    | J. Perrotin     |
| (171) Ophelia       |                        | 13 de gener de 1877    | Marsella, França                  | A. Borrelly     |
| (172) Baucis        |                        | 5 de febrer de 1877    | Marseille, França                 | A. Borrelly     |
| (173) Ino           |                        | 1 d'agost de 1877      | Marseille, França                 | A. Borrelly     |
| (174) Phaedra       |                        | 2 de setembre de 1877  | Ann Arbor, Michigan, Estats Units | J. C. Watson    |
| (175) Andromache    |                        | 1 d'octubre de 1877    | Ann Arbor, Michigan, Estats Units | J. C. Watson    |
| (176) Iduna         |                        | 14 d'octubre de 1877   | Clinton (Nova York), Estats Units | C. H. F. Peters |
| (177) Irma          |                        | 5 de novembre de 1877  | París, França                     | P. P. Henry     |
| (178) Belisana      |                        | 6 de novembre de 1877  | Pula, Croàcia                     | J. Palisa       |
| (179) Klytaemnestra |                        | 11 de novembre de 1877 | Ann Arbor, Michigan, Estats Units | J. C. Watson    |
| (180) Garumna       |                        | 19 de gener de 1878    | Tolosa, França                    | J. Perrotin     |
| (181) Eucharis      |                        | 2 de febrer de 1878    | Marsella, França                  | P. Cottenot     |
| (182) Elsa          |                        | 7 de febrer de 1878    | Pula, Croàcia                     | J. Palisa       |
| (183) Istria        |                        | 8 de febrer de 1878    | Pula, Croàcia                     | J. Palisa       |
| (184) Dejopeja      |                        | 28 de febrer de 1878   | Pula, Croàcia                     | J. Palisa       |
| (185) Eunike        |                        | 1 de març de 1878      | Clinton (Nova York), Estats Units | C. H. F. Peters |
| (186) Celuta        |                        | 6 d'abril de 1878      | París, França                     | P. M. Henry     |
| (187) Lamberta      |                        | 11 d'abril de 1878     | Marsella, França                  | J. Coggia       |
| (188) Menippe       |                        | 18 de juny de 1878     | Clinton (Nova York), Estats Units | C. H. F. Peters |
| (189) Phthia        |                        | 9 de setembre de 1878  | Clinton, Nova York, Estats Units  | C. H. F. Peters |
| (190) Ismene        |                        | 22 de setembre de 1878 | Clinton, Nova York, Estats Units  | C. H. F. Peters |
| (191) Kolga         |                        | 30 de setembre de 1878 | Clinton, Nova York, Estats Units  | C. H. F. Peters |
| (192) Nausica       |                        | 17 de febrer de 1879   | Pula, Croàcia                     | J. Palisa       |
| (193) Ambrosia      |                        | 28 de febrer de 1879   | Marsella, França                  | J. Coggia       |
| (194) Prokne        |                        | 2 de març de 1879      | Clinton (Nova York), Estats Units | C. H. F. Peters |
| (195) Euriclea      |                        | 19 d'abril de 1879     | Pula, Croàcia                     | J. Palisa       |
| (196) Philomela     |                        | 14 de maig de 1879     | Clinton (Nova York), Estats Units | C. H. F. Peters |
| (197) Arete         |                        | 21 de maig de 1879     | Pula, Croàcia                     | J. Palisa       |
| (198) Àmpela        |                        | 13 de juny de 1879     | Marsella, França                  | A. Borrelly     |
| (199) Byblis        |                        | 9 de juliol de 1879    | Clinton (Nova York), Estats Units | C. H. F. Peters |
| (200) Dynamene      |                        | 27 de juliol de 1879   | Clinton, Nova York, Estats Units  | C. H. F. Peters |

## 201–300
| Nom               | Designació provisional | Data de descobriment   | Lloc de descobriment              | Descobridor/s   |
| ----------------- | ---------------------- | ---------------------- | --------------------------------- | --------------- |
| (201) Penelope    |                        | 7 d'agost, 1879        | Pula, Croàcia                     | J. Palisa       |
| (202) Chryseïs    |                        | 11 de setembre, 1879   | Clinton (Nova York), Estats Units | C. H. F. Peters |
| (203) Pompeja     |                        | 25 de setembre de 1879 | Clinton, Nova York, Estats Units  | C. H. F. Peters |
| (204) Kallisto    |                        | 8 d'octubre, 1879      | Pula, Croàcia                     | J. Palisa       |
| (205) Martha      |                        | 13 d'octubre, 1879     | Pula, Croàcia                     | J. Palisa       |
| (206) Hersilia    |                        | 13 d'octubre, 1879     | Clinton (Nova York), Estats Units | C. H. F. Peters |
| (207) Hedda       |                        | 17 d'octubre, 1879     | Pula, Croàcia                     | J. Palisa       |
| (208) Lacrimosa   |                        | 21 d'octubre de 1879   | Pula, Croàcia                     | J. Palisa       |
| (209) Dido        |                        | 22 d'octubre, 1879     | Clinton (Nova York), Estats Units | C. H. F. Peters |
| (210) Isabella    |                        | 12 de novembre, 1879   | Pula, Croàcia                     | J. Palisa       |
| (211) Isolda      |                        | 10 de desembre, 1879   | Pula, Croàcia                     | J. Palisa       |
| (212) Medea       |                        | 6 de febrer, 1880      | Pula, Croàcia                     | J. Palisa       |
| (213) Lilaea      |                        | 16 de febrer, 1880     | Clinton (Nova York), Estats Units | C. H. F. Peters |
| (214) Aschera     |                        | 29 de febrer de 1880   | Pula, Croàcia                     | J. Palisa       |
| (215) Oenone      |                        | 7 d'abril, 1880        | Berlín, Alemanya                  | V. Knorre       |
| (216) Kleopatra   |                        | 10 d'abril, 1880       | Pula, Croàcia                     | J. Palisa       |
| (217) Eudora      |                        | 10 d'agost, 1880       | Marsella, França                  | J. Coggia       |
| (218) Bianca      |                        | 4 de setembre, 1880    | Pula, Croàcia                     | J. Palisa       |
| (219) Thusnelda   |                        | 30 de setembre, 1880   | Pula, Croàcia                     | J. Palisa       |
| (220) Stephania   |                        | 19 de maig, 1881       | Viena, Àustria                    | J. Palisa       |
| (221) Eos         |                        | 18 de gener, 1882      | Viena, Àustria                    | J. Palisa       |
| (222) Lucia       |                        | 9 de febrer, 1882      | Viena, Àustria                    | J. Palisa       |
| (223) Rosa        |                        | 9 de març, 1882        | Viena, Àustria                    | J. Palisa       |
| (224) Oceana      |                        | 30 de març, 1882       | Viena, Àustria                    | J. Palisa       |
| (225) Henrietta   |                        | 19 d'abril, 1882       | Viena, Àustria                    | J. Palisa       |
| (226) Weringia    |                        | 19 de juliol, 1882     | Viena, Àustria                    | J. Palisa       |
| (227) Philosophia |                        | 12 d'agost, 1882       | París, França                     | P. P. Henry     |
| (228) Agathe      |                        | 19 d'agost, 1882       | Viena, Àustria                    | J. Palisa       |
| (229) Adelinda    |                        | 22 d'agost de 1882     | Viena, Àustria                    | J. Palisa       |
| (230) Athamantis  |                        | 3 de setembre, 1882    | Bothkamp, Alemanya                | K. de Ball      |
| (231) Vindobona   |                        | 10 de setembre, 1882   | Viena, Àustria                    | J. Palisa       |
| (232) Russia      |                        | 31 de gener, 1883      | Viena, Àustria                    | J. Palisa       |
| (233) Asterope    |                        | 11 de maig, 1883       | Marsella, França                  | A. Borrelly     |
| (234) Barbara     |                        | 12 d'agost, 1883       | Clinton (Nova York), Estats Units | C. H. F. Peters |
| (235) Carolina    |                        | 28 de novembre de 1883 | Viena, Àustria                    | J. Palisa       |
| (236) Honoria     |                        | 26 d'abril de 1884     | Viena, Àustria                    | J. Palisa       |
| (237) Coelestina  |                        | 27 de juny de 1884     | Viena, Àustria                    | J. Palisa       |
| (238) Hipàcia     |                        | 11 de juliol, 1884     | Berlín, Alemanya                  | V. Knorre       |
| (239) Adrastea    |                        | 18 d'agost, 1884       | Viena, Àustria                    | J. Palisa       |
| (240) Vanadis     |                        | 27 d'agost de 1884     | Marsella, França                  | A. Borrelly     |
| (241) Germania    |                        | 12 de setembre, 1884   | Düsseldorf, Alemanya              | R. Luther       |
| (242) Kriemhild   |                        | 22 de setembre de 1884 | Viena, Àustria                    | J. Palisa       |
| (243) Ida         |                        | 29 de setembre de 1884 | Viena, Àustria                    | J. Palisa       |
| (244) Sita        |                        | 14 d'octubre, 1884     | Viena, Àustria                    | J. Palisa       |
| (245) Vera        |                        | 6 de febrer, 1885      | Madras, Índia                     | N. R. Pogson    |
| (246) Asporina    |                        | 6 de març, 1885        | Marsella, França                  | A. Borrelly     |
| (247) Eukrate     |                        | 14 de març, 1885       | Düsseldorf, Alemanya              | R. Luther       |
| (248) Lameia      |                        | 5 de juny, 1885        | Viena, Àustria                    | J. Palisa       |
| (249) Ilse        |                        | 16 d'agost, 1885       | Clinton (Nova York), Estats Units | C. H. F. Peters |
| (250) Bettina     |                        | 3 de setembre, 1885    | Viena, Àustria                    | J. Palisa       |
| (251) Sophia      |                        | 4 d'octubre, 1885      | Viena, Àustria                    | J. Palisa       |
| (252) Clementina  |                        | 11 d'octubre, 1885     | Niça, França                      | J. Perrotin     |
| (253) Mathilde    |                        | 12 de novembre, 1885   | Viena, Àustria                    | J. Palisa       |
| (254) Augusta     |                        | 31 de març, 1886       | Viena, Àustria                    | J. Palisa       |
| (255) Oppavia     |                        | 31 de març, 1886       | Viena, Àustria                    | J. Palisa       |
| (256) Walpurga    |                        | 3 d'abril, 1886        | Viena, Àustria                    | J. Palisa       |
| (257) Silesia     |                        | 5 d'abril, 1886        | Viena, Àustria                    | J. Palisa       |
| (258) Tyche       |                        | 4 de maig, 1886        | Düsseldorf, Alemanya              | R. Luther       |
| (259) Aletheia    |                        | 28 de juny de 1886     | Clinton (Nova York), Estats Units | C. H. F. Peters |
| (260) Huberta     |                        | 3 d'octubre, 1886      | Viena, Àustria                    | J. Palisa       |
| (261) Prymno      |                        | 3 d'octubre, 1886      | Clinton (Nova York), Estats Units | C. H. F. Peters |
| (262) Valda       |                        | 3 de novembre, 1886    | Viena, Àustria                    | J. Palisa       |
| (263) Dresda      |                        | 3 de novembre, 1886    | Viena, Àustria                    | J. Palisa       |
| (264) Libussa     |                        | 22 de desembre de 1886 | Clinton (Nova York), Estats Units | C. H. F. Peters |
| (265) Anna        |                        | 25 de febrer de 1887   | Viena, Àustria                    | J. Palisa       |
| (266) Aline       |                        | 17 de maig, 1887       | Viena, Àustria                    | J. Palisa       |
| (267) Tirza       |                        | 27 de maig de 1887     | Niça, França                      | A. Charlois     |
| (268) Adorea      |                        | 8 de juny, 1887        | Marsella, França                  | A. Borrelly     |
| (269) Justitia    |                        | 21 de setembre de 1887 | Viena, Àustria                    | J. Palisa       |
| (270) Anahita     |                        | 8 d'octubre, 1887      | Clinton (Nova York), Estats Units | C. H. F. Peters |
| (271) Penthesilea |                        | 13 d'octubre, 1887     | Berlín, Alemanya                  | V. Knorre       |
| (272) Antonia     |                        | 4 de febrer, 1888      | Niça, França                      | A. Charlois     |
| (273) Atropos     |                        | 8 de març, 1888        | Viena, Àustria                    | J. Palisa       |
| (274) Philagoria  |                        | 3 d'abril, 1888        | Viena, Àustria                    | J. Palisa       |
| (275) Sapientia   |                        | 15 d'abril, 1888       | Viena, Àustria                    | J. Palisa       |
| (276) Adelheid    |                        | 17 d'abril, 1888       | Viena, Àustria                    | J. Palisa       |
| (277) Elvira      |                        | 3 de maig, 1888        | Niça, França                      | A. Charlois     |
| (278) Paulina     |                        | 16 de maig, 1888       | Viena, Àustria                    | J. Palisa       |
| (279) Thule       |                        | 25 d'octubre de 1888   | Viena, Àustria                    | J. Palisa       |
| (280) Philia      |                        | 29 d'octubre de 1888   | Viena, Àustria                    | J. Palisa       |
| (281) Lucretia    |                        | 31 d'octubre, 1888     | Viena, Àustria                    | J. Palisa       |
| (282) Clorinde    |                        | 28 de gener de 1889    | Niça, França                      | A. Charlois     |
| (283) Emma        |                        | 8 de febrer, 1889      | Niça, França                      | A. Charlois     |
| (284) Amalia      |                        | 29 de maig, 1889       | Niça, França                      | A. Charlois     |
| (285) Regina      |                        | 3 d'agost, 1889        | Niça, França                      | A. Charlois     |
| (286) Iclea       |                        | 3 d'agost, 1889        | Viena, Àustria                    | J. Palisa       |
| (287) Nephthys    |                        | 25 d'agost, 1889       | Clinton (Nova York), Estats Units | C. H. F. Peters |
| (288) Glauke      |                        | 20 de febrer, 1890     | Düsseldorf, Alemanya              | R. Luther       |
| (289) Nenetta     |                        | 10 de març, 1890       | Niça, França                      | A. Charlois     |
| (290) Bruna       |                        | 20 de març, 1890       | Viena, Àustria                    | J. Palisa       |
| (291) Alice       |                        | 25 d'abril, 1890       | Viena, Àustria                    | J. Palisa       |
| (292) Ludovica    |                        | 25 d'abril, 1890       | Viena, Àustria                    | J. Palisa       |
| (293) Brasilia    |                        | 20 de maig de 1890     | Niça, França                      | A. Charlois     |
| (294) Felicia     |                        | 15 de juliol, 1890     | Niça, França                      | A. Charlois     |
| (295) Theresia    |                        | 17 d'agost, 1890       | Viena, Àustria                    | J. Palisa       |
| (296) Phaëtusa    |                        | 19 d'agost, 1890       | Niça, França                      | A. Charlois     |
| (297) Caecilia    |                        | 9 de setembre, 1890    | Niça, França                      | A. Charlois     |
| (298) Baptistina  |                        | 9 de setembre, 1890    | Niça, França                      | A. Charlois     |
| (299) Thora       |                        | 6 d'octubre, 1890      | Viena, Àustria                    | J. Palisa       |
| (300) Geraldina   |                        | 3 d'octubre, 1890      | Niça, França                      | A. Charlois     |

## 301–400
| Nom                  | Designació provisional | Data de descobriment | Lloc de descobriment | Descobridor/s  |
| -------------------- | ---------------------- | -------------------- | -------------------- | -------------- |
| (301) Bavaria        |                        | 16 de novembre, 1890 | Viena, Àustria       | J. Palisa      |
| (302) Clarissa       |                        | 14 de novembre, 1890 | Niça, França         | A. Charlois    |
| (303) Josephina      |                        | 12 de febrer, 1891   | Roma, Itàlia         | E. Millosevich |
| (304) Olga           |                        | 14 de febrer, 1891   | Viena, Àustria       | J. Palisa      |
| (305) Gordonia       |                        | 16 de febrer, 1891   | Niça, França         | A. Charlois    |
| (306) Unitas         |                        | 1 de març, 1891      | Roma, Itàlia         | E. Millosevich |
| (307) Nike           |                        | 5 de març, 1891      | Niça, França         | A. Charlois    |
| (308) Polyxo         |                        | 31 de març, 1891     | Marsella, França     | A. Borrelly    |
| (309) Fraternitas    |                        | 16 d'abril, 1891     | Viena, Àustria       | J. Palisa      |
| (310) Margarita      |                        | 16 de maig, 1891     | Niça, França         | A. Charlois    |
| (311) Claudia        |                        | 11 de juny, 1891     | Niça, França         | A. Charlois    |
| (312) Pierretta      |                        | 28 d'agost, 1891     | Niça, França         | A. Charlois    |
| (313) Chaldaea       |                        | 30 d'agost, 1891     | Viena, Àustria       | J. Palisa      |
| (314) Rosalia        |                        | 1 de setembre, 1891  | Niça, França         | A. Charlois    |
| (315) Constantia     |                        | 4 de setembre, 1891  | Viena, Àustria       | J. Palisa      |
| (316) Goberta        |                        | 8 de setembre, 1891  | Niça, França         | A. Charlois    |
| (317) Roxane         |                        | 11 de setembre, 1891 | Niça, França         | A. Charlois    |
| (318) Magdalena      |                        | 24 de setembre, 1891 | Niça, França         | A. Charlois    |
| (319) Leona          |                        | 8 d'octubre, 1891    | Niça, França         | A. Charlois    |
| (320) Katharina      |                        | 11 d'octubre, 1891   | Viena, Àustria       | J. Palisa      |
| (321) Florentina     |                        | 15 d'octubre, 1891   | Viena, Àustria       | J. Palisa      |
| (322) Phaeo          |                        | 27 de novembre, 1891 | Marsella, França     | A. Borrelly    |
| (323) Brucia         |                        | 22 de desembre, 1891 | Heidelberg, Alemanya | M. F. Wolf     |
| (324) Bamberga       |                        | 25 de febrer, 1892   | Viena, Àustria       | J. Palisa      |
| (325) Heidelberga    |                        | 4 de març, 1892      | Heidelberg, Alemanya | M. F. Wolf     |
| (326) Tamara         |                        | 19 de març, 1892     | Viena, Àustria       | J. Palisa      |
| (327) Columbia       |                        | 22 de març, 1892     | Niça, França         | A. Charlois    |
| (328) Gudrun         |                        | 18 de març, 1892     | Heidelberg, Alemanya | M. F. Wolf     |
| (329) Svea           |                        | 21 de març, 1892     | Heidelberg, Alemanya | M. F. Wolf     |
| (330) Adalberta      | A919 CB                | 2 de febrer, 1910    | Heidelberg, Alemanya | M. F. Wolf     |
| (331) Etheridgea     |                        | 1 d'abril, 1892      | Niça, França         | A. Charlois    |
| (332) Siri           |                        | 19 de març, 1892     | Heidelberg, Alemanya | M. F. Wolf     |
| (333) Badenia        | 1892 A                 | 22 d'agost, 1892     | Heidelberg, Alemanya | M. F. Wolf     |
| (334) Chicago        | 1892 L                 | 23 d'agost, 1892     | Heidelberg, Alemanya | M. F. Wolf     |
| (335) Roberta        | 1892 C                 | 1 de setembre, 1892  | Heidelberg, Alemanya | A. Staus       |
| (336) Lacadiera      | 1892 D                 | 19 de setembre, 1892 | Niça, França         | A. Charlois    |
| (337) Devosa         | 1892 E                 | 22 de setembre, 1892 | Niça, França         | A. Charlois    |
| (338) Budrosa        | 1892 F                 | 25 de setembre, 1892 | Niça, França         | A. Charlois    |
| (339) Dorothea       | 1892 G                 | 25 de setembre, 1892 | Heidelberg, Alemanya | M. F. Wolf     |
| (340) Eduarda        | 1892 H                 | 25 de setembre, 1892 | Heidelberg, Alemanya | M. F. Wolf     |
| (341) California     | 1892 J                 | 25 de setembre, 1892 | Heidelberg, Alemanya | M. F. Wolf     |
| (342) Endymion       | 1892 K                 | 17 d'octubre, 1892   | Heidelberg, Alemanya | M. F. Wolf     |
| (343) Ostara         | 1892 N                 | 15 de novembre, 1892 | Heidelberg, Alemanya | M. F. Wolf     |
| (344) Desiderata     | 1892 M                 | 15 de novembre, 1892 | Niça, França         | A. Charlois    |
| (345) Tercidina      | 1892 O                 | 23 de novembre, 1892 | Niça, França         | A. Charlois    |
| (346) Hermentaria    | 1892 P                 | 25 de novembre, 1892 | Niça, França         | A. Charlois    |
| (347) Pariana        | 1892 Q                 | 28 de novembre, 1892 | Niça, França         | A. Charlois    |
| (348) May            | 1892 R                 | 28 de novembre, 1892 | Niça, França         | A. Charlois    |
| (349) Dembowska      | 1892 T                 | 9 de desembre, 1892  | Niça, França         | A. Charlois    |
| (350) Ornamenta      | 1892 U                 | 14 de desembre, 1892 | Niça, França         | A. Charlois    |
| (351) Yrsa           | 1892 V                 | 16 de desembre, 1892 | Heidelberg, Alemanya | M. F. Wolf     |
| (352) Gisela         | 1893 B                 | 12 de gener, 1893    | Heidelberg, Alemanya | M. F. Wolf     |
| (353) Ruperto-Carola | 1893 F                 | 16 de gener, 1893    | Heidelberg, Alemanya | M. F. Wolf     |
| (354) Eleonora       | 1893 A                 | 17 de gener, 1893    | Niça, França         | A. Charlois    |
| (355) Gabriella      | 1893 E                 | 20 de gener, 1893    | Niça, França         | A. Charlois    |
| (356) Liguria        | 1893 G                 | 21 de gener, 1893    | Niça, França         | A. Charlois    |
| (357) Ninina         | 1893 J                 | 11 de febrer, 1893   | Niça, França         | A. Charlois    |
| (358) Apol·lònia     | 1893 K                 | 8 de març, 1893      | Niça, França         | A. Charlois    |
| (359) Georgia        | 1893 M                 | 10 de març, 1893     | Niça, França         | A. Charlois    |
| (360) Carlova        | 1893 N                 | 11 de març, 1893     | Niça, França         | A. Charlois    |
| (361) Bononia        | 1893 P                 | 11 de març, 1893     | Niça, França         | A. Charlois    |
| (362) Havnia         | 1893 R                 | 12 de març, 1893     | Niça, França         | A. Charlois    |
| (363) Padua          | 1893 S                 | 17 de març, 1893     | Niça, França         | A. Charlois    |
| (364) Isara          | 1893 T                 | 19 de març, 1893     | Niça, França         | A. Charlois    |
| (365) Corduba        | 1893 V                 | 21 de març, 1893     | Niça, França         | A. Charlois    |
| (366) Vincentina     | 1893 W                 | 21 de març, 1893     | Niça, França         | A. Charlois    |
| (367) Amicitia       | 1893 AA                | 19 de maig, 1893     | Niça, França         | A. Charlois    |
| (368) Haidea         | 1893 AB                | 19 de maig, 1893     | Niça, França         | A. Charlois    |
| (369) Aëria          | 1893 AE                | 14 de juliol, 1893   | Marsella, França     | A. Borrelly    |
| (370) Modestia       | 1893 AC                | 14 de juliol, 1893   | Niça, França         | A. Charlois    |
| (371) Bohemia        | 1893 AD                | 16 de juliol, 1893   | Niça, França         | A. Charlois    |
| (372) Palma          | 1893 AH                | 19 d'agost, 1893     | Niça, França         | A. Charlois    |
| (373) Melusina       | 1893 AJ                | 15 de setembre, 1893 | Niça, França         | A. Charlois    |
| (374) Burgundia      | 1893 AK                | 18 de setembre, 1893 | Niça, França         | A. Charlois    |
| (375) Ursula         | 1893 AL                | 18 de setembre, 1893 | Niça, França         | A. Charlois    |
| (376) Geometria      | 1893 AM                | 18 de setembre, 1893 | Niça, França         | A. Charlois    |
| (377) Campania       | 1893 AN                | 20 de setembre, 1893 | Niça, França         | A. Charlois    |
| (378) Holmia         | 1893 AP                | 6 de desembre, 1893  | Niça, França         | A. Charlois    |
| (379) Huenna         | 1894 AQ                | 8 de gener, 1894     | Niça, França         | A. Charlois    |
| (380) Fiducia        | 1894 AR                | 8 de gener, 1894     | Niça, França         | A. Charlois    |
| (381) Myrrha         | 1894 AS                | 10 de gener, 1894    | Niça, França         | A. Charlois    |
| (382) Dodona         | 1894 AT                | 29 de gener, 1894    | Niça, França         | A. Charlois    |
| (383) Janina         | 1894 AU                | 29 de gener, 1894    | Niça, França         | A. Charlois    |
| (384) Burdigala      | 1894 AV                | 11 de febrer, 1894   | Bordeus, França      | F. Courty      |
| (385) Ilmatar        | 1894 AX                | 1 de març, 1894      | Heidelberg, Alemanya | M. F. Wolf     |
| (386) Siegena        | 1894 AY                | 1 de març, 1894      | Heidelberg, Alemanya | M. F. Wolf     |
| (387) Aquitania      | 1894 AZ                | 5 de març, 1894      | Bordeus, França      | F. Courty      |
| (388) Charybdis      | 1894 BA                | 7 de març, 1894      | Niça, França         | A. Charlois    |
| (389) Industria      | 1894 BB                | 8 de març, 1894      | Niça, França         | A. Charlois    |
| (390) Alma           | 1894 BC                | 24 de març, 1894     | París, França        | G. Bigourdan   |
| (391) Ingeborg       | 1894 BE                | 1 de novembre, 1894  | Heidelberg, Alemanya | M. F. Wolf     |
| (392) Wilhelmina     | 1894 BF                | 4 de novembre, 1894  | Heidelberg, Alemanya | M. F. Wolf     |
| (393) Lampetia       | 1894 BG                | 4 de novembre, 1894  | Heidelberg, Alemanya | M. F. Wolf     |
| (394) Arduina        | 1894 BH                | 19 de novembre, 1894 | Marsella, França     | A. Borrelly    |
| (395) Delia          | 1894 BK                | 30 de novembre, 1894 | Niça, França         | A. Charlois    |
| (396) Aeolia         | 1894 BL                | 1 de desembre, 1894  | Niça, França         | A. Charlois    |
| (397) Vienna         | 1894 BM                | 19 de desembre, 1894 | Niça, França         | A. Charlois    |
| (398) Admete         | 1894 BN                | 28 de desembre, 1894 | Niça, França         | A. Charlois    |
| (399) Persephone     | 1895 BP                | 23 de febrer, 1895   | Heidelberg, Alemanya | M. F. Wolf     |
| (400) Ducrosa        | 1895 BU                | 15 de març, 1895     | Niça, França         | A. Charlois    |

## 401–500
| Nom                 | Designació provisional | Data de descobriment    | Lloc de descobriment                         | Descobridor/s              |
| ------------------- | ---------------------- | ----------------------- | -------------------------------------------- | -------------------------- |
| (401) Ottilia       | 1895 BT                | 16 de març, 1895        | Heidelberg, Alemanya                         | M. F. Wolf                 |
| (402) Chloë         | 1895 BW                | 21 de març, 1895        | Niça, França                                 | A. Charlois                |
| (403) Cyane         | 1895 BX                | 18 de maig, 1895        | Niça, França                                 | A. Charlois                |
| (404) Arsinoë       | 1895 BY                | 20 de juny, 1895        | Niça, França                                 | A. Charlois                |
| (405) Thia          | 1895 BZ                | 23 de juliol, 1895      | Niça, França                                 | A. Charlois                |
| (406) Erna          | 1895 CB                | 22 d'agost, 1895        | Niça, França                                 | A. Charlois                |
| (407) Aracne        | 1895 CC                | 13 d'octubre, 1895      | Heidelberg, Alemanya                         | M. F. Wolf                 |
| (408) Fama          | 1895 CD                | 13 d'octubre, 1895      | Heidelberg, Alemanya                         | M. F. Wolf                 |
| (409) Aspasia       | 1895 CE                | 9 de desembre, 1895     | Niça, França                                 | A. Charlois                |
| (410) Chloris       | 1896 CH                | 7 de gener, 1896        | Niça, França                                 | A. Charlois                |
| (411) Xanthe        | 1896 CJ                | 7 de gener, 1896        | Niça, França                                 | A. Charlois                |
| (412) Elisabetha    | 1896 CK                | 7 de gener, 1896        | Heidelberg, Alemanya                         | M. F. Wolf                 |
| (413) Edburga       | 1896 CL                | 7 de gener, 1896        | Heidelberg, Alemanya                         | M. F. Wolf                 |
| (414) Liriope       | 1896 CN                | 16 de gener, 1896       | Niça, França                                 | A. Charlois                |
| (415) Palatia       | 1896 CO                | 7 de febrer, 1896       | Heidelberg, Alemanya                         | M. F. Wolf                 |
| (416) Vaticana      | 1896 CS                | 4 de maig, 1896         | Niça, França                                 | A. Charlois                |
| (417) Suevia        | 1896 CT                | 6 de maig, 1896         | Heidelberg, Alemanya                         | M. F. Wolf                 |
| (418) Alemannia     | 1896 CV                | 7 de setembre, 1896     | Heidelberg, Alemanya                         | M. F. Wolf                 |
| (419) Aurelia       | 1896 CW                | 7 de setembre, 1896     | Heidelberg, Alemanya                         | M. F. Wolf                 |
| (420) Bertholda     | 1896 CY                | 7 de setembre, 1896     | Heidelberg, Alemanya                         | M. F. Wolf                 |
| (421) Zähringia     | 1896 CZ                | 7 de setembre, 1896     | Heidelberg, Alemanya                         | M. F. Wolf                 |
| (422) Berolina      | 1896 DA                | 8 d'octubre, 1896       | Berlín, Alemanya                             | G. Witt                    |
| (423) Diotima       | 1896 DB                | 7 de desembre, 1896     | Niça, França                                 | A. Charlois                |
| (424) Gratia        | 1896 DF                | 31 de desembre, 1896    | Niça, França                                 | A. Charlois                |
| (425) Cornelia      | 1896 DC                | 28 de desembre, 1896    | Niça, França                                 | A. Charlois                |
| (426) Hippo         | 1897 DH                | 25 d'agost, 1897        | Niça, França                                 | A. Charlois                |
| (427) Galene        | 1897 DJ                | 27 d'agost, 1897        | Niça, França                                 | A. Charlois                |
| (428) Monachia      | 1897 DK                | 18 de novembre, 1897    | Múnic, Alemanya                              | W. Villiger                |
| (429) Lotis         | 1897 DL                | 23 de novembre, 1897    | Niça, França                                 | A. Charlois                |
| (430) Hybris        | 1897 DM                | 18 de desembre, 1897    | Niça, França                                 | A. Charlois                |
| (431) Nephele       | 1897 DN                | 18 de desembre, 1897    | Niça, França                                 | A. Charlois                |
| (432) Pythia        | 1897 DO                | 18 de desembre, 1897    | Niça, França                                 | A. Charlois                |
| (433) Eros          | 1898 DQ                | 13 d'agost, 1898        | Berlín, Alemanya                             | G. Witt                    |
| (434) Hungaria      | 1898 DR                | 11 de setembre, 1898    | Heidelberg, Alemanya                         | M. F. Wolf                 |
| (435) Ella          | 1898 DS                | 11 de setembre, 1898    | Heidelberg, Alemanya                         | M. F. Wolf, A. Schwassmann |
| (436) Patricia      | 1898 DT                | 13 de setembre, 1898    | Heidelberg, Alemanya                         | M. F. Wolf, A. Schwassmann |
| (437) Rhodia        | 1898 DP                | 16 de juliol, 1898      | Niça, França                                 | A. Charlois                |
| (438) Zeuxo         | 1898 DU                | 8 de novembre, 1898     | Niça, França                                 | A. Charlois                |
| (439) Ohio          | 1898 EB                | 31 d'octubre, 1898      | Mont Hamilton, Califòrnia (Observatori Lick) | E. F. Coddington           |
| (440) Theodora      | 1898 EC                | 13 d'octubre, 1898      | Mont Hamilton, Califòrnia (Observatori Lick) | E. F. Coddington           |
| (441) Bathilde      | 1898 ED                | 8 de desembre, 1898     | Niça, França                                 | A. Charlois                |
| (442) Eichsfeldia   | 1899 EE                | 15 de febrer, 1899      | Heidelberg, Alemanya                         | M. F. Wolf, A. Schwassmann |
| (443) Photographica | 1899 EF                | 17 de febrer, 1899      | Heidelberg, Alemanya                         | M. F. Wolf, A. Schwassmann |
| (444) Gyptis        | 1899 EL                | 31 de març, 1899        | Marsella, França                             | J. Coggia                  |
| (445) Edna          | 1899 EX                | 2 d'octubre, 1899       | Mont Hamilton, Califòrnia (Observatori Lick) | E. F. Coddington           |
| (446) Aeternitas    | 1899 ER                | 27 d'octubre, 1899      | Heidelberg, Alemanya                         | M. F. Wolf, A. Schwassmann |
| (447) Valentine     | 1899 ES                | 27 d'octubre, 1899      | Heidelberg, Alemanya                         | M. F. Wolf, A. Schwassmann |
| (448) Natalie       | 1899 ET                | 27 d'octubre, 1899      | Heidelberg, Alemanya                         | M. F. Wolf, A. Schwassmann |
| (449) Hamburga      | 1899 EU                | 31 d'octubre, 1899      | Heidelberg, Alemanya                         | M. F. Wolf, A. Schwassmann |
| (450) Brigitta      | 1899 EV                | 10 d'octubre, 1899      | Heidelberg, Alemanya                         | M. F. Wolf, A. Schwassmann |
| (451) Patientia     | 1899 EY                | 4 de desembre, 1899     | Niça, França                                 | A. Charlois                |
| (452) Hamiltonia    | 1899 FD                | 6 de desembre, 1899     | Mont Hamilton, Califòrnia (Observatori Lick) | J. E. Keeler               |
| (453) Tea           | 1900 FA                | 22 de febrer del 1900   | Niça, França                                 | A. Charlois                |
| (454) Mathesis      | 1900 FC                | 28 de març del 1900     | Heidelberg, Alemanya                         | A. Schwassmann             |
| (455) Bruchsalia    | 1900 FG                | 22 de maig del 1900     | Heidelberg, Alemanya                         | M. F. Wolf, A. Schwassmann |
| (456) Abnoba        | 1900 FH                | 4 de juny del 1900      | Heidelberg, Alemanya                         | M. F. Wolf, A. Schwassmann |
| (457) Alleghenia    | 1900 FJ                | 15 de setembre del 1900 | Heidelberg, Alemanya                         | M. F. Wolf, A. Schwassmann |
| (458) Hercynia      | 1900 FK                | 21 de setembre del 1900 | Heidelberg, Alemanya                         | M. F. Wolf, A. Schwassmann |
| (459) Signe         | 1900 FM                | 22 d'octubre del 1900   | Heidelberg, Alemanya                         | M. F. Wolf                 |
| (460) Scania        | 1900 FN                | 22 d'octubre del 1900   | Heidelberg, Alemanya                         | M. F. Wolf                 |
| (461) Saskia        | 1900 FP                | 22 d'octubre del 1900   | Heidelberg, Alemanya                         | M. F. Wolf                 |
| (462) Eriphyla      | 1900 FQ                | 22 d'octubre del 1900   | Heidelberg, Alemanya                         | M. F. Wolf                 |
| (463) Lola          | 1900 FS                | 31 d'octubre del 1900   | Heidelberg, Alemanya                         | M. F. Wolf                 |
| (464) Megaira       | 1901 FV                | 9 de gener del 1901     | Heidelberg, Alemanya                         | M. F. Wolf                 |
| (465) Alekto        | 1901 FW                | 13 de gener del 1901    | Heidelberg, Alemanya                         | M. F. Wolf                 |
| (466) Tisiphone     | 1901 FX                | 17 de gener del 1901    | Heidelberg, Alemanya                         | M. F. Wolf, L. Carnera     |
| (467) Laura         | 1901 FY                | 9 de gener del 1901     | Heidelberg, Alemanya                         | M. F. Wolf                 |
| (468) Lina          | 1901 FZ                | 18 de gener del 1901    | Heidelberg, Alemanya                         | M. F. Wolf                 |
| (469) Argentina     | 1901 GE                | 20 de febrer del 1901   | Heidelberg, Alemanya                         | L. Carnera                 |
| (470) Kilia         | 1901 GJ                | 21 d'abril del 1901     | Heidelberg, Alemanya                         | L. Carnera                 |
| (471) Papagena      | 1901 GN                | 7 de juny del 1901      | Heidelberg, Alemanya                         | M. F. Wolf                 |
| (472) Roma          | 1901 GP                | 11 de juliol del 1901   | Heidelberg, Alemanya                         | L. Carnera                 |
| (473) Nolli         | 1901 GC                | 13 de febrer del 1901   | Heidelberg, Alemanya                         | M. F. Wolf                 |
| (474) Prudentia     | 1901 GD                | 13 de febrer del 1901   | Heidelberg, Alemanya                         | M. F. Wolf                 |
| (475) Ocllo         | 1901 HN                | 14 d'agost del 1901     | Arequipa, Perú                               | D. Stewart                 |
| (476) Hedwig        | 1901 GQ                | 17 d'agost del 1901     | Heidelberg, Alemanya                         | L. Carnera                 |
| (477) Italia        | 1901 GR                | 23 d'agost del 1901     | Heidelberg, Alemanya                         | L. Carnera                 |
| (478) Tergeste      | 1901 GU                | 21 de setembre del 1901 | Heidelberg, Alemanya                         | L. Carnera                 |
| (479) Caprera       | 1901 HJ                | 12 de novembre del 1901 | Heidelberg, Alemanya                         | L. Carnera                 |
| (480) Hansa         | 1901 GL                | 21 de maig del 1901     | Heidelberg, Alemanya                         | M. F. Wolf, L. Carnera     |
| (481) Emita         | 1902 HP                | 12 de febrer del 1902   | Heidelberg, Alemanya                         | L. Carnera                 |
| (482) Petrina       | 1902 HT                | 3 de març del 1902      | Heidelberg, Alemanya                         | M. F. Wolf                 |
| (483) Seppina       | 1902 HU                | 4 de març del 1902      | Heidelberg, Alemanya                         | M. F. Wolf                 |
| (484) Pittsburghia  | 1902 HX                | 29 d'abril del 1902     | Heidelberg, Alemanya                         | M. F. Wolf                 |
| (485) Genua         | 1902 HZ                | 7 de maig del 1902      | Heidelberg, Alemanya                         | L. Carnera                 |
| (486) Cremona       | 1902 JB                | 11 de maig del 1902     | Heidelberg, Alemanya                         | L. Carnera                 |
| (487) Venetia       | 1902 JL                | 9 de juliol del 1902    | Heidelberg, Alemanya                         | L. Carnera                 |
| (488) Kreusa        | 1902 JG                | 26 de juny del 1902     | Heidelberg, Alemanya                         | M. F. Wolf, L. Carnera     |
| (489) Comacina      | 1902 JM                | 2 de setembre del 1902  | Heidelberg, Alemanya                         | L. Carnera                 |
| (490) Veritas       | 1902 JP                | 3 de setembre del 1902  | Heidelberg, Alemanya                         | M. F. Wolf                 |
| (491) Carina        | 1902 JQ                | 3 de setembre del 1902  | Heidelberg, Alemanya                         | M. F. Wolf                 |
| (492) Gismonda      | 1902 JR                | 3 de setembre del 1902  | Heidelberg, Alemanya                         | M. F. Wolf                 |
| (493) Griseldis     | 1902 JS                | 7 de setembre del 1902  | Heidelberg, Alemanya                         | M. F. Wolf                 |
| (494) Virtus        | 1902 JV                | 7 d'octubre del 1902    | Heidelberg, Alemanya                         | M. F. Wolf                 |
| (495) Eulalia       | 1902 KG                | 25 d'octubre del 1902   | Heidelberg, Alemanya                         | M. F. Wolf                 |
| (496) Gryphia       | 1902 KH                | 25 d'octubre del 1902   | Heidelberg, Alemanya                         | M. F. Wolf                 |
| (497) Iva           | 1902 KJ                | 4 de novembre del 1902  | Heidelberg, Alemanya                         | R. S. Dugan                |
| (498) Tokio         | 1902 KU                | 2 de desembre del 1902  | Niça, França                                 | A. Charlois                |
| (499) Venusia       | 1902 KX                | 24 de desembre del 1902 | Heidelberg, Alemanya                         | M. F. Wolf                 |
| (500) Selinur       | 1903 LA                | 16 de gener del 1903    | Heidelberg, Alemanya                         | M. F. Wolf                 |

## 501–600
| Nom                | Designació provisional | Data de descobriment    | Lloc de descobriment                  | Descobridor/s       |
| ------------------ | ---------------------- | ----------------------- | ------------------------------------- | ------------------- |
| (501) Urhixidur    | 1903 LB                | 18 de gener del 1903    | Heidelberg, Alemanya                  | M. F. Wolf          |
| (502) Sigune       | 1903 LC                | 19 de gener del 1903    | Heidelberg, Alemanya                  | M. F. Wolf          |
| (503) Evelyn       | 1903 LF                | 19 de gener del 1903    | Heidelberg, Alemanya                  | R. S. Dugan         |
| (504) Cora         | 1902 LK                | 30 de juny del 1902     | Arequipa, Perú                        | S. I. Bailey        |
| (505) Cava         | 1902 LL                | 21 d'agost del 1902     | Arequipa, Perú                        | R. H. Frost         |
| (506) Marion       | 1903 LN                | 17 de febrer del 1903   | Heidelberg, Alemanya                  | R. S. Dugan         |
| (507) Laodica      | 1903 LO                | 19 de febrer del 1903   | Heidelberg, Alemanya                  | R. S. Dugan         |
| (508) Princetonia  | 1903 LQ                | 20 d'abril del 1903     | Heidelberg, Alemanya                  | R. S. Dugan         |
| 509 Iolanda        | 1903 LR                | 28 d'abril del 1903     | Heidelberg, Alemanya                  | M. F. Wolf          |
| (510) Mabella      | 1903 LT                | 20 de maig del 1903     | Heidelberg, Alemanya                  | R. S. Dugan         |
| (511) Davida       | 1903 LU                | 30 de maig del 1903     | Heidelberg, Alemanya                  | R. S. Dugan         |
| (512) Taurinensis  | 1903 LV                | 23 de juny del 1903     | Heidelberg, Alemanya                  | M. F. Wolf          |
| (513) Centesima    | 1903 LY                | 24 d'agost del 1903     | Heidelberg, Alemanya                  | M. F. Wolf          |
| (514) Armida       | 1903 MB                | 24 d'agost del 1903     | Heidelberg, Alemanya                  | M. F. Wolf          |
| (515) Athalia      | 1903 ME                | 20 de setembre del 1903 | Heidelberg, Alemanya                  | M. F. Wolf          |
| (516) Amherstia    | 1903 MG                | 20 de setembre del 1903 | Heidelberg, Alemanya                  | R. S. Dugan         |
| (517) Edith        | 1903 MH                | 22 de setembre del 1903 | Heidelberg, Alemanya                  | R. S. Dugan         |
| (518) Halawe       | 1903 MO                | 20 d'octubre del 1903   | Heidelberg, Alemanya                  | R. S. Dugan         |
| (519) Sylvania     | 1903 MP                | 20 d'octubre del 1903   | Heidelberg, Alemanya                  | R. S. Dugan         |
| (520) Franziska    | 1903 MV                | 27 d'octubre del 1903   | Heidelberg, Alemanya                  | M. F. Wolf, P. Götz |
| (521) Brixia       | 1904 NB                | 10 de gener del 1904    | Heidelberg, Alemanya                  | R. S. Dugan         |
| (522) Helga        | 1904 NC                | 10 de gener del 1904    | Heidelberg, Alemanya                  | M. F. Wolf          |
| (523) Ada          | 1904 ND                | 27 de gener del 1904    | Heidelberg, Alemanya                  | R. S. Dugan         |
| (524) Fidelio      | 1904 NN                | 14 de març del 1904     | Heidelberg, Alemanya                  | M. F. Wolf          |
| (525) Adelaide     | 1908 EKa               | 21 d'octubre del 1908   | Taunton (Massachusetts), Estats Units | J. H. Metcalf       |
| (526) Jena         | 1904 NQ                | 14 de març del 1904     | Heidelberg, Alemanya                  | M. F. Wolf          |
| (527) Euryanthe    | 1904 NR                | 20 de març del 1904     | Heidelberg, Alemanya                  | M. F. Wolf          |
| (528) Rezia        | 1904 NS                | 20 de març del 1904     | Heidelberg, Alemanya                  | M. F. Wolf          |
| (529) Preziosa     | 1904 NT                | 20 de març del 1904     | Heidelberg, Alemanya                  | M. F. Wolf          |
| (530) Turandot     | 1904 NV                | 11 d'abril del 1904     | Heidelberg, Alemanya                  | M. F. Wolf          |
| (531) Zerlina      | 1904 NW                | 12 d'abril del 1904     | Heidelberg, Alemanya                  | M. F. Wolf          |
| (532) Herculina    | 1904 NY                | 20 d'abril del 1904     | Heidelberg, Alemanya                  | M. F. Wolf          |
| (533) Sara         | 1904 NZ                | 19 d'abril del 1904     | Heidelberg, Alemanya                  | R. S. Dugan         |
| (534) Nassovia     | 1904 OA                | 19 d'abril del 1904     | Heidelberg, Alemanya                  | R. S. Dugan         |
| (535) Montague     | 1904 OC                | 7 de maig del 1904      | Heidelberg, Alemanya                  | R. S. Dugan         |
| (536) Merapi       | 1904 OF                | 11 de maig del 1904     | Washington D.C, Estats Units          | G. H. Peters        |
| (537) Pauly        | 1904 OG                | 7 de juliol del 1904    | Niça, França                          | A. Charlois         |
| (538) Friederike   | 1904 OK                | 18 de juliol del 1904   | Heidelberg, Alemanya                  | P. Götz             |
| (539) Pamina       | 1904 OL                | 2 d'agost del 1904      | Heidelberg, Alemanya                  | M. F. Wolf          |
| (540) Rosamunde    | 1904 ON                | 3 d'agost del 1904      | Heidelberg, Alemanya                  | M. F. Wolf          |
| (541) Deborah      | 1904 OO                | 4 d'agost del 1904      | Heidelberg, Alemanya                  | M. F. Wolf          |
| (542) Susanna      | 1904 OQ                | 15 d'agost del 1904     | Heidelberg, Alemanya                  | P. Götz, A. Kopff   |
| (543) Charlotte    | 1904 OT                | 11 de setembre del 1904 | Heidelberg, Alemanya                  | P. Götz             |
| (544) Jetta        | 1904 OU                | 11 de setembre del 1904 | Heidelberg, Alemanya                  | P. Götz             |
| (545) Messalina    | 1904 OY                | 3 d'octubre del 1904    | Heidelberg, Alemanya                  | P. Götz             |
| (546) Herodias     | 1904 PA                | 10 d'octubre del 1904   | Heidelberg, Alemanya                  | P. Götz             |
| (547) Praxedis     | 1904 PB                | 14 d'octubre del 1904   | Heidelberg, Alemanya                  | P. Götz             |
| (548) Kressida     | 1904 PC                | 14 d'octubre del 1904   | Heidelberg, Alemanya                  | P. Götz             |
| (549) Jessonda     | 1904 PK                | 15 de novembre del 1904 | Heidelberg, Alemanya                  | M. F. Wolf          |
| (550) Senta        | 1904 PL                | 16 de novembre del 1904 | Heidelberg, Alemanya                  | M. F. Wolf          |
| (551) Ortrud       | 1904 PM                | 16 de novembre del 1904 | Heidelberg, Alemanya                  | M. F. Wolf          |
| (552) Sigelinde    | 1904 PO                | 14 de desembre del 1904 | Heidelberg, Alemanya                  | M. F. Wolf          |
| (553) Kundry       | 1904 PP                | 27 de desembre del 1904 | Heidelberg, Alemanya                  | M. F. Wolf          |
| (554) Peraga       | 1905 PS                | 8 de gener del 1905     | Heidelberg, Alemanya                  | P. Götz             |
| (555) Norma        | 1905 PT                | 14 de gener del 1905    | Heidelberg, Alemanya                  | M. F. Wolf          |
| (556) Phyllis      | 1905 PW                | 8 de gener del 1905     | Heidelberg, Alemanya                  | P. Götz             |
| (557) Violetta     | 1905 PY                | 26 de gener del 1905    | Heidelberg, Alemanya                  | M. F. Wolf          |
| (558) Carmen       | 1905 QB                | 9 de febrer del 1905    | Heidelberg, Alemanya                  | M. F. Wolf          |
| (559) Nanon        | 1905 QD                | 8 de març del 1905      | Heidelberg, Alemanya                  | M. F. Wolf          |
| (560) Delila       | 1905 QF                | 13 de març del 1905     | Heidelberg, Alemanya                  | M. F. Wolf          |
| (561) Ingwelde     | 1905 QG                | 26 de març del 1905     | Heidelberg, Alemanya                  | M. F. Wolf          |
| (562) Salome       | 1905 QH                | 3 d'abril del 1905      | Heidelberg, Alemanya                  | M. F. Wolf          |
| (563) Suleika      | 1905 QK                | 6 d'abril del 1905      | Heidelberg, Alemanya                  | P. Götz             |
| (564) Dudu         | 1905 QM                | 9 de maig del 1905      | Heidelberg, Alemanya                  | P. Götz             |
| (565) Marbachia    | 1905 QN                | 9 de maig del 1905      | Heidelberg, Alemanya                  | M. F. Wolf          |
| (566) Stereoskopia | 1905 QO                | 28 de maig del 1905     | Heidelberg, Alemanya                  | P. Götz             |
| (567) Eleutheria   | 1905 QP                | 28 de maig del 1905     | Heidelberg, Alemanya                  | P. Götz             |
| (568) Cheruskia    | 1905 QS                | 26 de juliol del 1905   | Heidelberg, Alemanya                  | P. Götz             |
| (569) Misa         | 1905 QT                | 27 de juliol del 1905   | Viena, Àustria                        | J. Palisa           |
| (570) Kythera      | 1905 QX                | 30 de juliol del 1905   | Heidelberg, Alemanya                  | M. F. Wolf          |
| (571) Dulcinea     | 1905 QZ                | 4 de setembre del 1905  | Heidelberg, Alemanya                  | P. Götz             |
| (572) Rebekka      | 1905 RB                | 19 de setembre del 1905 | Heidelberg, Alemanya                  | P. Götz             |
| (573) Recha        | 1905 RC                | 19 de setembre del 1905 | Heidelberg, Alemanya                  | M. F. Wolf          |
| (574) Reginhild    | 1905 RD                | 19 de setembre del 1905 | Heidelberg, Alemanya                  | M. F. Wolf          |
| (575) Renate       | 1905 RE                | 19 de setembre del 1905 | Heidelberg, Alemanya                  | M. F. Wolf          |
| (576) Emanuela     | 1905 RF                | 22 de setembre del 1905 | Heidelberg, Alemanya                  | P. Götz             |
| (577) Rhea         | 1905 RH                | 20 d'octubre del 1905   | Heidelberg, Alemanya                  | M. F. Wolf          |
| (578) Happelia     | 1905 RZ                | 1 de novembre del 1905  | Heidelberg, Alemanya                  | M. F. Wolf          |
| (579) Sidonia      | 1905 SD                | 3 de novembre del 1905  | Heidelberg, Alemanya                  | A. Kopff            |
| (580) Selene       | 1905 SE                | 17 de desembre del 1905 | Heidelberg, Alemanya                  | M. F. Wolf          |
| (581) Tauntonia    | 1905 SH                | 24 de desembre del 1905 | Taunton (Massachusetts), Estats Units | J. H. Metcalf       |
| (582) Olympia      | 1906 SO                | 23 de gener del 1906    | Heidelberg, Alemanya                  | A. Kopff            |
| (583) Klotilde     | 1905 SP                | 31 de desembre del 1905 | Viena, Àustria                        | J. Palisa           |
| (584) Semiramis    | 1906 SY                | 15 de gener del 1906    | Heidelberg, Alemanya                  | A. Kopff            |
| (585) Bilkis       | 1906 TA                | 16 de febrer del 1906   | Heidelberg, Alemanya                  | A. Kopff            |
| (586) Thekla       | 1906 TC                | 21 de febrer del 1906   | Heidelberg, Alemanya                  | M. F. Wolf          |
| (587) Hypsipyle    | 1906 TF                | 22 de febrer del 1906   | Heidelberg, Alemanya                  | M. F. Wolf          |
| (588) Aquil·les    | 1906 TG                | 22 de febrer del 1906   | Heidelberg, Alemanya                  | M. F. Wolf          |
| (589) Croatia      | 1906 TM                | 3 de març del 1906      | Heidelberg, Alemanya                  | A. Kopff            |
| (590) Tomyris      | 1906 TO                | 4 de març del 1906      | Heidelberg, Alemanya                  | M. F. Wolf          |
| (591) Irmgard      | 1906 TP                | 14 de març del 1906     | Heidelberg, Alemanya                  | A. Kopff            |
| (592) Bathseba     | 1906 TS                | 18 de març del 1906     | Heidelberg, Alemanya                  | M. F. Wolf          |
| (593) Titania      | 1906 TT                | 20 de març del 1906     | Heidelberg, Alemanya                  | A. Kopff            |
| 594 Mireille       | 1906 TW                | 27 de març del 1906     | Heidelberg, Alemanya                  | M. F. Wolf          |
| (595) Polyxena     | 1906 TZ                | 27 de març del 1906     | Heidelberg, Alemanya                  | A. Kopff            |
| (596) Scheila      | 1906 UA                | 21 de febrer del 1906   | Heidelberg, Alemanya                  | A. Kopff            |
| (597) Bandusia     | 1906 UB                | 16 d'abril del 1906     | Heidelberg, Alemanya                  | M. F. Wolf          |
| (598) Octavia      | 1906 UC                | 13 d'abril del 1906     | Heidelberg, Alemanya                  | M. F. Wolf          |
| (599) Luisa        | 1906 UJ                | 25 d'abril del 1906     | Taunton (Massachusetts), Estats Units | J. H. Metcalf       |
| (600) Musa         | 1906 UM                | 14 de juny del 1906     | Taunton, Massachusetts, Estats Units  | J. H. Metcalf       |

## 601–700
| Nom                | Designació provisional | Data de descobriment    | Lloc de descobriment                  | Descobridor/s        |
| ------------------ | ---------------------- | ----------------------- | ------------------------------------- | -------------------- |
| (601) Nerthus      | 1906 UN                | 21 de juny del 1906     | Heidelberg, Alemanya                  | M. F. Wolf           |
| (602) Marianna     | 1906 TE                | 16 de febrer del 1906   | Taunton (Massachusetts), Estats Units | J. H. Metcalf        |
| (603) Timandra     | 1906 TJ                | 16 de febrer del 1906   | Taunton, Massachusetts, Estats Units  | J. H. Metcalf        |
| (604) Tekmessa     | 1906 TK                | 16 de febrer del 1906   | Taunton, Massachusetts, Estats Units  | J. H. Metcalf        |
| (605) Juvisia      | 1906 UU                | 27 d'agost del 1906     | Heidelberg, Alemanya                  | M. F. Wolf           |
| (606) Brangäne     | 1906 VB                | 18 de setembre del 1906 | Heidelberg, Alemanya                  | A. Kopff             |
| (607) Jenny        | 1906 VC                | 18 de setembre del 1906 | Heidelberg, Alemanya                  | A. Kopff             |
| (608) Adolfine     | 1906 VD                | 18 de setembre del 1906 | Heidelberg, Alemanya                  | A. Kopff             |
| (609) Fulvia       | 1906 VF                | 24 de setembre del 1906 | Heidelberg, Alemanya                  | M. F. Wolf           |
| (610) Valeska      | 1906 VK                | 26 de setembre del 1906 | Heidelberg, Alemanya                  | M. F. Wolf           |
| (611) Valeria      | 1906 VL                | 24 de setembre del 1906 | Taunton (Massachusetts), Estats Units | J. H. Metcalf        |
| (612) Veronika     | 1906 VN                | 8 d'octubre del 1906    | Heidelberg, Alemanya                  | A. Kopff             |
| (613) Ginevra      | 1906 VP                | 11 d'octubre del 1906   | Heidelberg, Alemanya                  | A. Kopff             |
| (614) Pia          | 1906 VQ                | 11 d'octubre del 1906   | Heidelberg, Alemanya                  | A. Kopff             |
| (615) Roswitha     | 1906 VR                | 11 d'octubre del 1906   | Heidelberg, Alemanya                  | A. Kopff             |
| (616) Elly         | 1906 VT                | 17 d'octubre del 1906   | Heidelberg, Alemanya                  | A. Kopff             |
| (617) Pàtrocle     | 1906 VY                | 17 d'octubre del 1906   | Heidelberg, Alemanya                  | A. Kopff             |
| (618) Elfriede     | 1906 VZ                | 17 d'octubre del 1906   | Heidelberg, Alemanya                  | K. Lohnert           |
| (619) Triberga     | 1906 WC                | 22 d'octubre del 1906   | Heidelberg, Alemanya                  | A. Kopff             |
| (620) Drakonia     | 1906 WE                | 26 d'octubre del 1906   | Taunton (Massachusetts), Estats Units | J. H. Metcalf        |
| (621) Werdandi     | 1906 WJ                | 11 de novembre del 1906 | Heidelberg, Alemanya                  | A. Kopff             |
| (622) Esther       | 1906 WP                | 13 de novembre del 1906 | Taunton (Massachusetts), Estats Units | J. H. Metcalf        |
| (623) Chimaera     | 1907 XJ                | 22 de gener del 1907    | Heidelberg, Alemanya                  | K. Lohnert           |
| (624) Hèctor       | 1907 XM                | 10 de febrer del 1907   | Heidelberg, Alemanya                  | A. Kopff             |
| (625) Xenia        | 1907 XN                | 11 de febrer del 1907   | Heidelberg, Alemanya                  | A. Kopff             |
| (626) Notburga     | 1907 XO                | 11 de febrer del 1907   | Heidelberg, Alemanya                  | A. Kopff             |
| (627) Charis       | 1907 XS                | 4 de març del 1907      | Heidelberg, Alemanya                  | A. Kopff             |
| (628) Christine    | 1907 XT                | 7 de març del 1907      | Heidelberg, Alemanya                  | A. Kopff             |
| (629) Bernardina   | 1907 XU                | 7 de març del 1907      | Heidelberg, Alemanya                  | A. Kopff             |
| (630) Euphemia     | 1907 XW                | 7 de març del 1907      | Heidelberg, Alemanya                  | A. Kopff             |
| (631) Philippina   | 1907 YJ                | 21 de març del 1907     | Heidelberg, Alemanya                  | A. Kopff             |
| (632) Pyrrha       | 1907 YX                | 5 d'abril del 1907      | Heidelberg, Alemanya                  | A. Kopff             |
| (633) Zelima       | 1907 ZM                | 12 de maig del 1907     | Heidelberg, Alemanya                  | A. Kopff             |
| (634) Ute          | 1907 ZN                | 12 de maig del 1907     | Heidelberg, Alemanya                  | A. Kopff             |
| (635) Vundtia      | 1907 ZS                | 9 de juny del 1907      | Heidelberg, Alemanya                  | K. Lohnert           |
| (636) Erika        | 1907 XP                | 8 de febrer del 1907    | Taunton (Massachusetts), Estats Units | J. H. Metcalf        |
| (637) Chrysothemis | 1907 YE                | 11 de març del 1907     | Taunton, Massachusetts, Estats Units  | J. H. Metcalf        |
| (638) Moira        | 1907 ZQ                | 5 de maig del 1907      | Taunton, Massachusetts, Estats Units  | J. H. Metcalf        |
| (639) Latona       | 1907 ZT                | 19 de juliol del 1907   | Heidelberg, Alemanya                  | K. Lohnert           |
| (640) Brambilla    | 1907 ZW                | 29 d'agost del 1907     | Heidelberg, Alemanya                  | A. Kopff             |
| (641) Agnes        | 1907 ZX                | 8 de setembre del 1907  | Heidelberg, Alemanya                  | M. F. Wolf           |
| (642) Clara        | 1907 ZY                | 8 de setembre del 1907  | Heidelberg, Alemanya                  | M. F. Wolf           |
| (643) Scheherezade | 1907 ZZ                | 8 de setembre del 1907  | Heidelberg, Alemanya                  | A. Kopff             |
| (644) Cosima       | 1907 AA                | 7 de setembre del 1907  | Heidelberg, Alemanya                  | A. Kopff             |
| (645) Agrippina    | 1907 AG                | 13 de setembre del 1907 | Taunton (Massachusetts), Estats Units | J. H. Metcalf        |
| (646) Kastalia     | 1907 AC                | 11 de setembre del 1907 | Heidelberg, Alemanya                  | A. Kopff             |
| (647) Adelgunde    | 1907 AD                | 11 de setembre del 1907 | Heidelberg, Alemanya                  | A. Kopff             |
| (648) Pippa        | 1907 AE                | 11 de setembre del 1907 | Heidelberg, Alemanya                  | A. Kopff             |
| (649) Josefa       | 1907 AF                | 11 de setembre del 1907 | Heidelberg, Alemanya                  | A. Kopff             |
| (650) Amalasuntha  | 1907 AM                | 4 d'octubre del 1907    | Heidelberg, Alemanya                  | A. Kopff             |
| (651) Antikleia    | 1907 AN                | 4 d'octubre del 1907    | Heidelberg, Alemanya                  | A. Kopff             |
| (652) Jubilatrix   | 1907 AU                | 4 de novembre del 1907  | Viena, Àustria                        | J. Palisa            |
| (653) Berenice     | 1907 BK                | 27 de novembre del 1907 | Taunton (Massachusetts), Estats Units | J. H. Metcalf        |
| (654) Zelinda      | 1908 BM                | 4 de gener del 1908     | Heidelberg, Alemanya                  | A. Kopff             |
| (655) Briseïs      | 1907 BF                | 4 de novembre del 1907  | Taunton (Massachusetts), Estats Units | J. H. Metcalf        |
| (656) Beagle       | 1908 BU                | 22 de gener del 1908    | Heidelberg, Alemanya                  | A. Kopff             |
| (657) Gunlöd       | 1908 BV                | 23 de gener del 1908    | Heidelberg, Alemanya                  | A. Kopff             |
| (658) Asteria      | 1908 BW                | 23 de gener del 1908    | Heidelberg, Alemanya                  | A. Kopff             |
| (659) Nestor       | 1908 CS                | 23 de març del 1908     | Heidelberg, Alemanya                  | M. F. Wolf           |
| (660) Crescentia   | 1908 CC                | 8 de gener del 1908     | Taunton (Massachusetts), Estats Units | J. H. Metcalf        |
| (661) Cloelia      | 1908 CL                | 22 de febrer del 1908   | Taunton, Massachusetts, Estats Units  | J. H. Metcalf        |
| (662) Newtonia     | 1908 CW                | 30 de març del 1908     | Taunton, Massachusetts, Estats Units  | J. H. Metcalf        |
| (663) Gerlinde     | 1908 DG                | 24 de juny del 1908     | Heidelberg, Alemanya                  | A. Kopff             |
| (664) Judith       | 1908 DH                | 24 de juny del 1908     | Heidelberg, Alemanya                  | A. Kopff             |
| (665) Sabine       | 1908 DK                | 22 de juliol del 1908   | Heidelberg, Alemanya                  | W. Lorenz            |
| (666) Desdemona    | 1908 DM                | 23 de juliol del 1908   | Heidelberg, Alemanya                  | A. Kopff             |
| (667) Denise       | 1908 DN                | 23 de juliol del 1908   | Heidelberg, Alemanya                  | A. Kopff             |
| (668) Dora         | 1908 DO                | 27 de juliol del 1908   | Heidelberg, Alemanya                  | A. Kopff             |
| (669) Kypria       | 1908 DQ                | 20 d'agost del 1908     | Heidelberg, Alemanya                  | A. Kopff             |
| (670) Ottegebe     | 1908 DR                | 20 d'agost del 1908     | Heidelberg, Alemanya                  | A. Kopff             |
| (671) Carnegia     | 1908 DV                | 21 de setembre del 1908 | Viena, Àustria                        | J. Palisa            |
| (672) Astarte      | 1908 DY                | 21 de setembre del 1908 | Heidelberg, Alemanya                  | A. Kopff             |
| (673) Edda         | 1908 EA                | 20 de setembre del 1908 | Taunton (Massachusetts), Estats Units | J. H. Metcalf        |
| (674) Rachele      | 1908 EP                | 28 d'octubre del 1908   | Heidelberg, Alemanya                  | W. Lorenz            |
| (675) Ludmilla     | 1908 DU                | 30 d'agost del 1908     | Taunton (Massachusetts), Estats Units | J. H. Metcalf        |
| (676) Melitta      | 1909 FN                | 16 de gener del 1909    | Greenwich, Anglaterra                 | P. Melotte           |
| (677) Aaltje       | 1909 FR                | 18 de gener del 1909    | Heidelberg, Alemanya                  | A. Kopff             |
| (678) Fredegundis  | 1909 FS                | 22 de gener del 1909    | Heidelberg, Alemanya                  | W. Lorenz            |
| (679) Pax          | 1909 FY                | 28 de gener del 1909    | Heidelberg, Alemanya                  | A. Kopff             |
| (680) Genoveva     | 1909 GW                | 22 d'abril del 1909     | Heidelberg, Alemanya                  | A. Kopff             |
| (681) Gorgo        | 1909 GZ                | 13 de maig del 1909     | Heidelberg, Alemanya                  | A. Kopff             |
| (682) Hagar        | 1909 HA                | 17 de juny del 1909     | Heidelberg, Alemanya                  | A. Kopff             |
| (683) Lanzia       | 1909 HC                | 23 de juliol del 1909   | Heidelberg, Alemanya                  | M. F. Wolf           |
| (684) Hildburg     | 1909 HD                | 8 d'agost del 1909      | Heidelberg, Alemanya                  | A. Kopff             |
| (685) Hermia       | 1909 HE                | 12 d'agost del 1909     | Heidelberg, Alemanya                  | W. Lorenz            |
| (686) Gersuind     | 1909 HF                | 15 d'agost del 1909     | Heidelberg, Alemanya                  | A. Kopff             |
| (687) Tinette      | 1909 HG                | 16 d'agost del 1909     | Viena, Àustria                        | J. Palisa            |
| (688) Melanie      | 1909 HH                | 25 d'agost del 1909     | Viena, Àustria                        | J. Palisa            |
| (689) Zita         | 1909 HJ                | 12 de setembre del 1909 | Viena, Àustria                        | J. Palisa            |
| (690) Wratislavia  | 1909 HZ                | 16 d'octubre del 1909   | Taunton (Massachusetts), Estats Units | J. H. Metcalf        |
| (691) Lehigh       | 1909 JG                | 11 de desembre del 1909 | Taunton, Massachusetts, Estats Units  | J. H. Metcalf        |
| (692) Hippodamia   | 1901 HD                | 5 de novembre del 1901  | Heidelberg, Alemanya                  | M. F. Wolf, A. Kopff |
| (693) Zerbinetta   | 1909 HN                | 21 de setembre del 1909 | Heidelberg, Alemanya                  | A. Kopff             |
| (694) Ekard        | 1909 JA                | 7 de novembre del 1909  | Taunton (Massachusetts), Estats Units | J. H. Metcalf        |
| (695) Bella        | 1909 JB                | 7 de novembre del 1909  | Taunton, Massachusetts, Estats Units  | J. H. Metcalf        |
| (696) Leonora      | 1910 JJ                | 10 de gener del 1910    | Taunton, Massachusetts, Estats Units  | J. H. Metcalf        |
| (697) Galilea      | 1910 JO                | 14 de febrer del 1910   | Heidelberg, Alemanya                  | J. Helffrich         |
| (698) Ernestina    | 1910 JX                | 5 de març del 1910      | Heidelberg, Alemanya                  | J. Helffrich         |
| (699) Hela         | 1910 KD                | 5 de juny del 1910      | Heidelberg, Alemanya                  | J. Helffrich         |
| (700) Auravictrix  | 1910 KE                | 5 de juny del 1910      | Heidelberg, Alemanya                  | J. Helffrich         |

## 701–800
| Nom               | Designació provisional | Data de descobriment    | Lloc de descobriment                        | Descobridor/s |
| ----------------- | ---------------------- | ----------------------- | ------------------------------------------- | ------------- |
| (701) Oriola      | 1910 KN                | 12 de juliol del 1910   | Heidelberg, Alemanya                        | J. Helffrich  |
| (702) Alauda      | 1910 KQ                | 16 de juliol del 1910   | Heidelberg, Alemanya                        | J. Helffrich  |
| (703) Noëmi       | 1910 KT                | 3 d'octubre del 1910    | Viena, Àustria                              | J. Palisa     |
| (704) Interàmnia  | 1910 KU                | 2 d'octubre del 1910    | Teramo, Itàlia                              | V. Cerulli    |
| (705) Erminia     | 1910 KV                | 6 d'octubre del 1910    | Heidelberg, Alemanya                        | E. Ernst      |
| (706) Hirundo     | 1910 KX                | 9 d'octubre del 1910    | Heidelberg, Alemanya                        | J. Helffrich  |
| (707) Steïna      | 1910 LD                | 22 de desembre del 1910 | Heidelberg, Alemanya                        | M. F. Wolf    |
| (708) Raphaela    | 1911 LJ                | 3 de febrer del 1911    | Heidelberg, Alemanya                        | J. Helffrich  |
| (709) Fringilla   | 1911 LK                | 3 de febrer del 1911    | Heidelberg, Alemanya                        | J. Helffrich  |
| (710) Gertrud     | 1911 LM                | 28 de febrer del 1911   | Viena, Àustria                              | J. Palisa     |
| (711) Marmulla    | 1911 LN                | 1 de març del 1911      | Viena, Àustria                              | J. Palisa     |
| (712) Boliviana   | 1911 LO                | 19 de març del 1911     | Heidelberg, Alemanya                        | M. F. Wolf    |
| (713) Luscinia    | 1911 LS                | 18 d'abril del 1911     | Heidelberg, Alemanya                        | J. Helffrich  |
| (714) Ulula       | 1911 LW                | 18 de maig del 1911     | Heidelberg, Alemanya                        | J. Helffrich  |
| (715) Transvaalia | 1911 LX                | 22 d'abril del 1911     | Union Observatory, Johannesburg, Sud-àfrica | H. E. Wood    |
| (716) Berkeley    | 1911 MD                | 30 de juliol del 1911   | Viena, Àustria                              | J. Palisa     |
| (717) Wisibada    | 1911 MJ                | 26 d'agost del 1911     | Heidelberg, Alemanya                        | F. Kaiser     |
| (718) Erida       | 1911 MS                | 29 de setembre del 1911 | Viena, Àustria                              | J. Palisa     |
| (719) Albert      | 1911 MT                | 3 d'octubre del 1911    | Viena, Àustria                              | J. Palisa     |
| (720) Bohlinia    | 1911 MW                | 18 d'octubre del 1911   | Heidelberg, Alemanya                        | F. Kaiser     |
| (721) Tabora      | 1911 MZ                | 18 d'octubre del 1911   | Heidelberg, Alemanya                        | F. Kaiser     |
| (722) Frieda      | 1911 NA                | 18 d'octubre del 1911   | Viena, Àustria                              | J. Palisa     |
| (723) Hammonia    | 1911 NB                | 21 d'octubre del 1911   | Viena, Àustria                              | J. Palisa     |
| (724) Hapag       | 1911 NC                | 21 d'octubre del 1911   | Viena, Àustria                              | J. Palisa     |
| (725) Amanda      | 1911 ND                | 21 d'octubre del 1911   | Viena, Àustria                              | J. Palisa     |
| (726) Joëlla      | 1911 NM                | 22 de novembre del 1911 | Winchester (Massachusetts)                  | J. H. Metcalf |
| (727) Nipponia    | 1912 NT                | 11 de febrer del 1912   | Heidelberg, Alemanya                        | A. Massinger  |
| (728) Leonisis    | 1912 NU                | 16 de febrer del 1912   | Viena, Àustria                              | J. Palisa     |
| (729) Watsonia    | 1912 OD                | 9 de febrer del 1912    | Winchester (Massachusetts)                  | J. H. Metcalf |
| (730) Athanasia   | 1912 OK                | 10 d'abril del 1912     | Viena, Àustria                              | J. Palisa     |
| (731) Sorga       | 1912 OQ                | 15 d'abril del 1912     | Heidelberg, Alemanya                        | A. Massinger  |
| (732) Tjilaki     | 1912 OR                | 15 d'abril del 1912     | Heidelberg, Alemanya                        | A. Massinger  |
| (733) Mocia       | 1912 PF                | 16 de setembre del 1912 | Heidelberg, Alemanya                        | M. F. Wolf    |
| (734) Benda       | 1912 PH                | 11 d'octubre del 1912   | Viena, Àustria                              | J. Palisa     |
| (735) Marghanna   | 1912 PY                | 9 de desembre del 1912  | Heidelberg, Alemanya                        | H. Vogt       |
| (736) Harvard     | 1912 PZ                | 16 de novembre del 1912 | Winchester (Massachusetts)                  | J. H. Metcalf |
| (737) Arequipa    | 1912 QB                | 7 de desembre del 1912  | Winchester, Massachusetts                   | J. H. Metcalf |
| (738) Alagasta    | 1913 QO                | 7 de gener del 1913     | Heidelberg, Alemanya                        | F. Kaiser     |
| (739) Mandeville  | 1913 QR                | 7 de febrer del 1913    | Winchester (Massachusetts)                  | J. H. Metcalf |
| (740) Cantabia    | 1913 QS                | 10 de febrer del 1913   | Winchester, Massachusetts                   | J. H. Metcalf |
| (741) Botolphia   | 1913 QT                | 10 de febrer del 1913   | Winchester, Massachusetts                   | J. H. Metcalf |
| (742) Edisona     | 1913 QU                | 23 de febrer del 1913   | Heidelberg, Alemanya                        | F. Kaiser     |
| (743) Eugenisis   | 1913 QV                | 25 de febrer del 1913   | Heidelberg, Alemanya                        | F. Kaiser     |
| (744) Aguntina    | 1913 QW                | 26 de febrer del 1913   | Viena, Àustria                              | J. Rheden     |
| (745) Mauritia    | 1913 QX                | 1 de març del 1913      | Heidelberg, Alemanya                        | F. Kaiser     |
| (746) Marlu       | 1913 QY                | 1 de març del 1913      | Heidelberg, Alemanya                        | F. Kaiser     |
| (747) Winchester  | 1913 QZ                | 7 de març del 1913      | Winchester (Massachusetts)                  | J. H. Metcalf |
| (748) Simeïsa     | 1913 RD                | 14 de març del 1913     | Observatori Simeiz, Crimea                  | G. N. Neujmin |
| (749) Malzovia    | 1913 RF                | 5 d'abril del 1913      | Observatori Simeiz, Crimea                  | S. Beljavskij |
| (750) Oskar       | 1913 RG                | 28 d'abril del 1913     | Viena, Àustria                              | J. Palisa     |
| (751) Faïna       | 1913 RK                | 28 d'abril del 1913     | Observatori Simeiz, Crimea                  | G. N. Neujmin |
| (752) Sulamitis   | 1913 RL                | 30 d'abril del 1913     | Observatori Simeiz, Crimea                  | G. N. Neujmin |
| (753) Tiflis      | 1913 RM                | 30 d'abril del 1913     | Observatori Simeiz, Crimea                  | G. N. Neujmin |
| (754) Malabar     | 1906 UT                | 22 d'agost del 1906     | Heidelberg, Alemanya                        | A. Kopff      |
| (755) Quintilla   | 1908 CZ                | 6 d'abril del 1908      | Taunton, Massachusetts                      | J. H. Metcalf |
| (756) Lilliana    | 1908 DC                | 26 d'abril del 1908     | Taunton, Massachusetts                      | J. H. Metcalf |
| (757) Portlandia  | 1908 EJ                | 30 de setembre del 1908 | Taunton, Massachusetts                      | J. H. Metcalf |
| (758) Mancunia    | 1912 PE                | 18 de maig del 1912     | Union Observatory, Johannesburg, Sud-àfrica | H. E. Wood    |
| (759) Vinifera    | 1913 SJ                | 26 d'agost del 1913     | Heidelberg, Alemanya                        | F. Kaiser     |
| (760) Massinga    | 1913 SL                | 28 d'agost del 1913     | Heidelberg, Alemanya                        | F. Kaiser     |
| (761) Brendelia   | 1913 SO                | 8 de setembre del 1913  | Heidelberg, Alemanya                        | F. Kaiser     |
| (762) Pulcova     | 1913 SQ                | 3 de setembre del 1913  | Observatori Simeiz, Crimea                  | G. N. Neujmin |
| (763) Cupido      | 1913 ST                | 25 de setembre del 1913 | Heidelberg, Alemanya                        | F. Kaiser     |
| (764) Gedania     | 1913 SU                | 26 de setembre del 1913 | Heidelberg, Alemanya                        | F. Kaiser     |
| (765) Mattiaca    | 1913 SV                | 26 de setembre del 1913 | Heidelberg, Alemanya                        | F. Kaiser     |
| (766) Moguntia    | 1913 SW                | 29 de setembre del 1913 | Heidelberg, Alemanya                        | F. Kaiser     |
| (767) Bondia      | 1913 SX                | 23 de setembre del 1913 | Winchester (Massachusetts)                  | J. H. Metcalf |
| (768) Struveana   | 1913 SZ                | 4 d'octubre del 1913    | Observatori Simeiz, Crimea                  | G. N. Neujmin |
| (769) Tatjana     | 1913 TA                | 6 d'octubre del 1913    | Observatori Simeiz, Crimea                  | G. N. Neujmin |
| (770) Bali        | 1913 TE                | 31 d'octubre del 1913   | Heidelberg, Alemanya                        | A. Massinger  |
| (771) Libera      | 1913 TO                | 21 de novembre del 1913 | Viena, Àustria                              | J. Rheden     |
| (772) Tanete      | 1913 TR                | 19 de desembre del 1913 | Heidelberg, Alemanya                        | A. Massinger  |
| (773) Irmintraud  | 1913 TV                | 22 de desembre del 1913 | Heidelberg, Alemanya                        | F. Kaiser     |
| (774) Armor       | 1913 TW                | 19 de desembre del 1913 | París, França                               | C. le Morvan  |
| (775) Lumière     | 1914 TX                | 6 de gener del 1914     | Niça, França                                | J. Lagrula    |
| (776) Berbericia  | 1914 TY                | 24 de gener del 1914    | Heidelberg, Alemanya                        | A. Massinger  |
| (777) Gutemberga  | 1914 TZ                | 24 de gener del 1914    | Heidelberg, Alemanya                        | F. Kaiser     |
| (778) Theobalda   | 1914 UA                | 25 de gener del 1914    | Heidelberg, Alemanya                        | F. Kaiser     |
| (779) Nina        | 1914 UB                | 25 de gener del 1914    | Observatori Simeiz, Crimea                  | G. N. Neujmin |
| (780) Armenia     | 1914 UC                | 25 de gener del 1914    | Observatori Simeiz, Crimea                  | G. N. Neujmin |
| (781) Kartvelia   | 1914 UF                | 25 de gener del 1914    | Observatori Simeiz, Crimea                  | G. N. Neujmin |
| (782) Montefiore  | 1914 UK                | 18 de març del 1914     | Viena, Àustria                              | J. Palisa     |
| (783) Nora        | 1914 UL                | 18 de març del 1914     | Viena, Àustria                              | J. Palisa     |
| (784) Pickeringia | 1914 UM                | 20 de març del 1914     | Winchester (Massachusetts)                  | J. H. Metcalf |
| (785) Zwetana     | 1914 UN                | 30 de març del 1914     | Heidelberg, Alemanya                        | A. Massinger  |
| (786) Bredichina  | 1914 UO                | 20 d'abril del 1914     | Heidelberg, Alemanya                        | F. Kaiser     |
| (787) Moskva      | 1914 UQ                | 20 d'abril del 1914     | Observatori Simeiz, Crimea                  | G. N. Neujmin |
| (788) Hohensteina | 1914 UR                | 28 d'abril del 1914     | Heidelberg, Alemanya                        | F. Kaiser     |
| (789) Lena        | 1914 UU                | 24 de juny del 1914     | Observatori Simeiz, Crimea                  | G. N. Neujmin |
| (790) Pretoria    | 1912 NW                | 16 de gener del 1912    | Johannesburg, Sud-àfrica                    | H. E. Wood    |
| (791) Ani         | 1914 UV                | 29 de juny del 1914     | Observatori Simeiz, Crimea                  | G. N. Neujmin |
| (792) Metcalfia   | 1907 ZC                | 20 de març del 1907     | Taunton, Massachusetts                      | J. H. Metcalf |
| (793) Arizona     | 1907 ZD                | 9 d'abril del 1907      | Flagstaff, Arizona                          | P. Lowell     |
| (794) Irenaea     | 1914 VB                | 27 d'agost del 1914     | Viena, Àustria                              | J. Palisa     |
| (795) Fini        | 1914 VE                | 26 de setembre del 1914 | Viena, Àustria                              | J. Palisa     |
| (796 Sarita       | 1914 VH                | 15 d'octubre del 1914   | Heidelberg, Alemanya                        | K. Reinmuth   |
| (797) Montana     | 1914 VR                | 17 de novembre del 1914 | Bergedorf, Alemanya                         | H. Thiele     |
| (798) Ruth        | 1914 VT                | 21 de novembre del 1914 | Heidelberg, Alemanya                        | M. F. Wolf    |
| (799) Gudula      | 1915 WO                | 9 de març del 1915      | Heidelberg, Alemanya                        | K. Reinmuth   |
| (800) Kressmannia | 1915 WP                | 20 de març del 1915     | Heidelberg, Alemanya                        | M. F. Wolf    |

## 801–900
| Nom                  | Designació provisional | Data de descobriment    | Lloc de descobriment                 | Descobridor/s   |
| -------------------- | ---------------------- | ----------------------- | ------------------------------------ | --------------- |
| (801) Helwerthia     | 1915 WQ                | 20 de març del 1915     | Heidelberg, Alemanya                 | M. F. Wolf      |
| (802) Epyaxa         | 1915 WR                | 20 de març del 1915     | Heidelberg, Alemanya                 | M. F. Wolf      |
| (803) Picka          | 1915 WS                | 21 de març del 1915     | Viena, Àustria                       | J. Palisa       |
| (804) Hispania       | 1915 WT                | 20 de març del 1915     | Barcelona                            | J. Comas Solà   |
| (805) Hormuthia      | 1915 WW                | 17 d'abril del 1915     | Heidelberg, Alemanya                 | M. F. Wolf      |
| (806) Gyldenia       | 1915 WX                | 18 d'abril del 1915     | Heidelberg, Alemanya                 | M. F. Wolf      |
| (807) Ceraskia       | 1915 WY                | 18 d'abril del 1915     | Heidelberg, Alemanya                 | M. F. Wolf      |
| (808) Merxia         | 1901 GY                | 1 d'octubre del 1901    | Heidelberg, Alemanya                 | L. Carnera      |
| (809) Lundia         | 1915 XP                | 11 d'agost del 1915     | Heidelberg, Alemanya                 | M. F. Wolf      |
| (810) Atossa         | 1915 XQ                | 8 de setembre del 1915  | Heidelberg, Alemanya                 | M. F. Wolf      |
| (811) Nauheima       | 1915 XR                | 8 de setembre del 1915  | Heidelberg, Alemanya                 | M. F. Wolf      |
| (812) Adele          | 1915 XV                | 8 de setembre del 1915  | Observatori Simeiz, Crimea           | S. Beljavskij   |
| (813) Baumeia        | 1915 YR                | 28 de novembre del 1915 | Heidelberg, Alemanya                 | M. F. Wolf      |
| (814) Tauris         | 1916 YT                | 2 de gener del 1916     | Observatori Simeiz, Crimea           | G. N. Neujmin   |
| (815) Coppelia       | 1916 YU                | 2 de febrer del 1916    | Heidelberg, Alemanya                 | M. F. Wolf      |
| (816) Juliana        | 1916 YV                | 8 de febrer del 1916    | Heidelberg, Alemanya                 | M. F. Wolf      |
| (817) Annika         | 1916 YW                | 6 de febrer del 1916    | Heidelberg, Alemanya                 | M. F. Wolf      |
| (818) Kapteynia      | 1916 YZ                | 21 de febrer del 1916   | Heidelberg, Alemanya                 | M. F. Wolf      |
| (819) Barnardiana    | 1916 ZA                | 3 de març del 1916      | Heidelberg, Alemanya                 | M. F. Wolf      |
| (820) Adriana        | 1916 ZB                | 30 de març del 1916     | Heidelberg, Alemanya                 | M. F. Wolf      |
| (821) Fanny          | 1916 ZC                | 31 de març del 1916     | Heidelberg, Alemanya                 | M. F. Wolf      |
| (822) Lalage         | 1916 ZD                | 31 de març del 1916     | Heidelberg, Alemanya                 | M. F. Wolf      |
| (823) Sisigambis     | 1916 ZG                | 31 de març del 1916     | Heidelberg, Alemanya                 | M. F. Wolf      |
| (824) Anastasia      | 1916 ZH                | 25 de març del 1916     | Observatori Simeiz, Crimea           | G. N. Neujmin   |
| (825) Tanina         | 1916 ZL                | 27 de març del 1916     | Observatori Simeiz, Crimea           | G. N. Neujmin   |
| (826) Henrika        | 1916 ZO                | 28 d'abril del 1916     | Heidelberg, Alemanya                 | M. F. Wolf      |
| (827) Wolfiana       | 1916 ZW                | 29 d'agost del 1916     | Viena, Àustria                       | J. Palisa       |
| (828) Lindemannia    | 1916 ZX                | 29 d'agost del 1916     | Viena, Àustria                       | J. Palisa       |
| (829) Academia       | 1916 ZY                | 25 d'agost del 1916     | Observatori Simeiz, Crimea           | G. N. Neujmin   |
| (830) Petropolitana  | 1916 ZZ                | 25 d'agost del 1916     | Observatori Simeiz, Crimea           | G. N. Neujmin   |
| (831) Stateira       | 1916 AA                | 20 de setembre del 1916 | Heidelberg, Alemanya                 | M. F. Wolf      |
| (832) Karin          | 1916 AB                | 20 de setembre del 1916 | Heidelberg, Alemanya                 | M. F. Wolf      |
| (833) Monica         | 1916 AC                | 20 de setembre del 1916 | Heidelberg, Alemanya                 | M. F. Wolf      |
| (834) Burnhamia      | 1916 AD                | 20 de setembre del 1916 | Heidelberg, Alemanya                 | M. F. Wolf      |
| (835) Olivia         | 1916 AE                | 23 de setembre del 1916 | Heidelberg, Alemanya                 | M. F. Wolf      |
| (836) Jole           | 1916 AF                | 23 de setembre del 1916 | Heidelberg, Alemanya                 | M. F. Wolf      |
| (837) Schwarzschilda | 1916 AG                | 23 de setembre del 1916 | Heidelberg, Alemanya                 | M. F. Wolf      |
| (838) Seraphina      | 1916 AH                | 24 de setembre del 1916 | Heidelberg, Alemanya                 | M. F. Wolf      |
| (839) Valborg        | 1916 AJ                | 24 de setembre del 1916 | Heidelberg, Alemanya                 | M. F. Wolf      |
| (840) Zenobia        | 1916 AK                | 25 de setembre del 1916 | Heidelberg, Alemanya                 | M. F. Wolf      |
| (841) Arabella       | 1916 AL                | 1 d'octubre del 1916    | Heidelberg, Alemanya                 | M. F. Wolf      |
| (842) Kerstin        | 1916 AM                | 1 d'octubre del 1916    | Heidelberg, Alemanya                 | M. F. Wolf      |
| (843) Nicolaia       | 1916 AN                | 30 de setembre del 1916 | Bergedorf                            | H. Thiele       |
| (844) Leontina       | 1916 AP                | 1 d'octubre del 1916    | Viena, Àustria                       | J. Rheden       |
| (845) Naëma          | 1916 AS                | 16 de novembre del 1916 | Heidelberg, Alemanya                 | M. F. Wolf      |
| (846) Lipperta       | 1916 AT                | 26 de novembre del 1916 | Bergedorf                            | K. Gyllenberg   |
| (847) Agnia          | 1915 XX                | 2 de setembre del 1915  | Observatori Simeiz, Crimea           | G. N. Neujmin   |
| (848) Inna           | 1915 XS                | 5 de setembre del 1915  | Observatori Simeiz, Crimea           | G. N. Neujmin   |
| (849) Ara            | 1912 NY                | 9 de febrer del 1912    | Observatori Simeiz, Crimea           | S. Beljavskij   |
| (850) Altona         | 1916 S2₄               | 27 de març del 1916     | Observatori Simeiz, Crimea           | S. Beljavskij   |
| (851) Zeissia        | 1916 S2₆               | 2 d'abril del 1916      | Observatori Simeiz, Crimea           | S. Beljavskij   |
| (852) Wladilena      | 1916 S2₇               | 2 d'abril del 1916      | Observatori Simeiz, Crimea           | S. Beljavskij   |
| (853) Nansenia       | 1916 S2₈               | 2 d'abril del 1916      | Observatori Simeiz, Crimea           | S. Beljavskij   |
| (854) Frostia        | 1916 S29               | 3 d'abril del 1916      | Observatori Simeiz, Crimea           | S. Beljavskij   |
| (855) Newcombia      | 1916 ZP                | 3 d'abril del 1916      | Observatori Simeiz, Crimea           | S. Beljavskij   |
| (856) Backlunda      | 1916 S30               | 3 d'abril del 1916      | Observatori Simeiz, Crimea           | S. Beljavskij   |
| (857) Glasenappia    | 1916 S3₃               | 6 d'abril del 1916      | Observatori Simeiz, Crimea           | S. Beljavskij   |
| (858) El Djezaïr     | 1916 a                 | 26 de maig del 1916     | Alger, Algèria                       | F. Sy           |
| (859) Bouzaréah      | 1916 c                 | 2 d'octubre del 1916    | Alger, Algèria                       | F. Sy           |
| (860) Ursina         | 1917 BD                | 22 de gener del 1917    | Heidelberg, Alemanya                 | M. F. Wolf      |
| (861) Aïda           | 1917 BE                | 22 de gener del 1917    | Heidelberg, Alemanya                 | M. F. Wolf      |
| (862) Franzia        | 1917 BF                | 28 de gener del 1917    | Heidelberg, Alemanya                 | M. F. Wolf      |
| (863) Benkoela       | 1917 BH                | 9 de febrer del 1917    | Heidelberg, Alemanya                 | M. F. Wolf      |
| (864) Aase           | A921 SB                | 30 de setembre del 1921 | Heidelberg, Alemanya                 | K. Reinmuth     |
| (865) Zubaida        | 1917 BO                | 15 de febrer del 1917   | Heidelberg, Alemanya                 | M. F. Wolf      |
| (866) Fatme          | 1917 BQ                | 25 de febrer del 1917   | Heidelberg, Alemanya                 | M. F. Wolf      |
| (867) Kovacia        | 1917 BS                | 25 de febrer del 1917   | Viena, Àustria                       | J. Palisa       |
| (868) Lova           | 1917 BU                | 26 d'abril del 1917     | Heidelberg, Alemanya                 | M. F. Wolf      |
| (869) Mellena        | 1917 BV                | 9 de maig del 1917      | Bergedorf, Alemanya                  | R. Schorr       |
| (870) Manto          | 1917 BX                | 12 de maig del 1917     | Heidelberg, Alemanya                 | M. F. Wolf      |
| (871) Amneris        | 1917 BY                | 14 de maig del 1917     | Heidelberg, Alemanya                 | M. F. Wolf      |
| (872) Holda          | 1917 BZ                | 21 de maig del 1917     | Heidelberg, Alemanya                 | M. F. Wolf      |
| (873) Mechthild      | 1917 CA                | 21 de maig del 1917     | Heidelberg, Alemanya                 | M. F. Wolf      |
| (874) Rotraut        | 1917 CC                | 25 de maig del 1917     | Heidelberg, Alemanya                 | M. F. Wolf      |
| (875) Nymphe         | 1917 CF                | 19 de maig del 1917     | Heidelberg, Alemanya                 | M. F. Wolf      |
| (876) Scott          | 1917 CH                | 20 de juny del 1917     | Viena, Àustria                       | J. Palisa       |
| (877) Walküre        | 1915 S7                | 13 de setembre del 1915 | Observatori Simeiz, Crimea           | G. N. Neujmin   |
| (878) Mildred        | 1916 f                 | 6 de setembre del 1916  | Observatori Mount Wilson, Califòrnia | S. B. Nicholson |
| (879) Ricarda        | 1917 CJ                | 22 de juliol del 1917   | Heidelberg, Alemanya                 | M. F. Wolf      |
| (880) Herba          | 1917 CK                | 22 de juliol del 1917   | Heidelberg, Alemanya                 | M. F. Wolf      |
| (881) Athene         | 1917 CL                | 22 de juliol del 1917   | Heidelberg, Alemanya                 | M. F. Wolf      |
| (882) Swetlana       | 1917 CM                | 15 d'agost del 1917     | Observatori Simeiz, Crimea           | G. N. Neujmin   |
| (883) Matterania     | 1917 CP                | 14 de setembre del 1917 | Heidelberg, Alemanya                 | M. F. Wolf      |
| (884) Priamus        | 1917 CQ                | 22 de setembre del 1917 | Heidelberg, Alemanya                 | M. F. Wolf      |
| (885) Ulrike         | 1917 CX                | 23 de setembre del 1917 | Observatori Simeiz, Crimea           | S. Beljavskij   |
| (886) Washingtonia   | 1917 b                 | 16 de novembre del 1917 | Washington D.C                       | G. H. Peters    |
| (887) Alinda         | 1918 DB                | 3 de gener del 1918     | Heidelberg, Alemanya                 | M. F. Wolf      |
| (888) Parysatis      | 1918 DC                | 2 de febrer del 1918    | Heidelberg, Alemanya                 | M. F. Wolf      |
| (889) Erynia         | 1918 DG                | 5 de març del 1918      | Heidelberg, Alemanya                 | M. F. Wolf      |
| (890) Waltraut       | 1918 DK                | 11 de març del 1918     | Heidelberg, Alemanya                 | M. F. Wolf      |
| (891) Gunhild        | 1918 DQ                | 17 de maig del 1918     | Heidelberg, Alemanya                 | M. F. Wolf      |
| (892) Seeligeria     | 1918 DR                | 31 de maig del 1918     | Heidelberg, Alemanya                 | M. F. Wolf      |
| (893) Leopoldina     | 1918 DS                | 31 de maig del 1918     | Heidelberg, Alemanya                 | M. F. Wolf      |
| (894) Erda           | 1918 DT                | 4 de juny del 1918      | Heidelberg, Alemanya                 | M. F. Wolf      |
| (895) Helio          | 1918 DU                | 11 de juliol del 1918   | Heidelberg, Alemanya                 | M. F. Wolf      |
| (896) Sphinx         | 1918 DV                | 1 d'agost del 1918      | Heidelberg, Alemanya                 | M. F. Wolf      |
| (897) Lysistrata     | 1918 DZ                | 3 d'agost del 1918      | Heidelberg, Alemanya                 | M. F. Wolf      |
| (898) Hildegard      | 1918 EA                | 3 d'agost del 1918      | Heidelberg, Alemanya                 | M. F. Wolf      |
| (899) Jokaste        | 1918 EB                | 3 d'agost del 1918      | Heidelberg, Alemanya                 | M. F. Wolf      |
| (900) Rosalinde      | 1918 EC                | 10 d'agost del 1918     | Heidelberg, Alemanya                 | M. F. Wolf      |

## 901–1000
| Nom                 | Designació provisional | Data de descobriment    | Lloc de descobriment                         | Descobridor/s     |
| ------------------- | ---------------------- | ----------------------- | -------------------------------------------- | ----------------- |
| (901) Brunsia       | 1918 EE                | 30 d'agost del 1918     | Heidelberg, Alemanya                         | M. F. Wolf        |
| (902) Probitas      | 1918 EJ                | 3 de setembre del 1918  | Viena, Àustria                               | J. Palisa         |
| (903) Nealley       | 1918 EM                | 13 de setembre del 1918 | Viena, Àustria                               | J. Palisa         |
| (904) Rockefellia   | 1918 EO                | 29 d'octubre del 1918   | Heidelberg, Alemanya                         | M. F. Wolf        |
| (905) Universitas   | 1918 ES                | 30 d'octubre del 1918   | Bergedorf, Alemanya                          | A. Schwassmann    |
| (906) Repsolda      | 1918 ET                | 30 d'octubre del 1918   | Bergedorf, Alemanya                          | A. Schwassmann    |
| (907) Rhoda         | 1918 EU                | 12 de novembre del 1918 | Heidelberg, Alemanya                         | M. F. Wolf        |
| (908) Buda          | 1918 EX                | 30 de novembre del 1918 | Heidelberg, Alemanya                         | M. F. Wolf        |
| (909) Ulla          | 1919 FA                | 7 de febrer del 1919    | Heidelberg, Alemanya                         | K. Reinmuth       |
| (910) Anneliese     | 1919 FB                | 1 de març del 1919      | Heidelberg, Alemanya                         | K. Reinmuth       |
| (911) Agamemnon     | 1919 FD                | 19 de març del 1919     | Heidelberg, Alemanya                         | K. Reinmuth       |
| (912) Maritima      | 1919 FJ                | 27 d'abril del 1919     | Bergedorf, Alemanya                          | A. Schwassmann    |
| (913) Otila         | 1919 FL                | 19 de maig del 1919     | Heidelberg, Alemanya                         | K. Reinmuth       |
| (914) Palisana      | 1919 FN                | 14 de juliol del 1919   | Heidelberg, Alemanya                         | M. F. Wolf        |
| (915) Cosette       | 1918 b                 | 14 de desembre del 1918 | Alger, Algèria                               | F. Gonnessiat     |
| (916) America       | 1915 S1                | 7 d'agost del 1915      | Observatori Simeiz, Crimea                   | G. N. Neujmin     |
| (917) Lyka          | 1915 S4                | 5 de setembre del 1915  | Observatori Simeiz, Crimea                   | G. N. Neujmin     |
| (918) Itha          | 1919 FR                | 12 d'agost del 1919     | Heidelberg, Alemanya                         | K. Reinmuth       |
| (919) Ilsebill      | 1918 EQ                | 30 d'octubre del 1918   | Heidelberg, Alemanya                         | M. F. Wolf        |
| (920) Rogeria       | 1919 FT                | 1 de setembre del 1919  | Heidelberg, Alemanya                         | K. Reinmuth       |
| (921) Jovita        | 1919 FV                | 4 de setembre del 1919  | Heidelberg, Alemanya                         | K. Reinmuth       |
| (922) Schlutia      | 1919 FW                | 18 de setembre del 1919 | Heidelberg, Alemanya                         | K. Reinmuth       |
| (923) Herluga       | 1919 GB                | 30 de setembre del 1919 | Heidelberg, Alemanya                         | K. Reinmuth       |
| (924) Toni          | 1919 GC                | 20 d'octubre del 1919   | Heidelberg, Alemanya                         | K. Reinmuth       |
| (925) Alphonsina    | 1920 GM                | 13 de gener del 1920    | Barcelona                                    | J. Comas Solà     |
| (926) Imhilde       | 1920 GN                | 15 de febrer del 1920   | Heidelberg, Alemanya                         | K. Reinmuth       |
| (927) Ratisbona     | 1920 GO                | 16 de febrer del 1920   | Heidelberg, Alemanya                         | M. F. Wolf        |
| (928) Hildrun       | 1920 GP                | 23 de febrer del 1920   | Heidelberg, Alemanya                         | K. Reinmuth       |
| (929) Algunde       | 1920 GR                | 10 de març del 1920     | Heidelberg, Alemanya                         | K. Reinmuth       |
| (930) Westphalia    | 1920 GS                | 10 de març del 1920     | Bergedorf, Alemanya                          | W. Baade          |
| (931) Whittemora    | 1920 GU                | 19 de març del 1920     | Alger, Algèria                               | F. Gonnessiat     |
| (932) Hooveria      | 1920 GV                | 23 de març del 1920     | Viena, Àustria                               | J. Palisa         |
| (933) Susi          | 1927 CH                | 10 de febrer del 1927   | Heidelberg, Alemanya                         | K. Reinmuth       |
| (934) Thüringia     | 1920 HK                | 15 d'agost del 1920     | Bergedorf, Alemanya                          | W. Baade          |
| (935) Clivia        | 1920 HM                | 7 de setembre del 1920  | Heidelberg, Alemanya                         | K. Reinmuth       |
| (936) Kunigunde     | 1920 HN                | 8 de setembre del 1920  | Heidelberg, Alemanya                         | K. Reinmuth       |
| (937) Bethgea       | 1920 HO                | 12 de setembre del 1920 | Heidelberg, Alemanya                         | K. Reinmuth       |
| (938) Chlosinde     | 1920 HQ                | 9 de setembre del 1920  | Heidelberg, Alemanya                         | K. Reinmuth       |
| (939) Isberga       | 1920 HR                | 4 d'octubre del 1920    | Heidelberg, Alemanya                         | K. Reinmuth       |
| (940) Kordula       | 1920 HT                | 10 d'octubre del 1920   | Heidelberg, Alemanya                         | K. Reinmuth       |
| (941) Murray        | 1920 HV                | 10 d'octubre del 1920   | Viena, Àustria                               | J. Palisa         |
| (942) Romilda       | 1920 HW                | 11 d'octubre del 1920   | Heidelberg, Alemanya                         | K. Reinmuth       |
| (943) Begonia       | 1920 HX                | 20 d'octubre del 1920   | Heidelberg, Alemanya                         | K. Reinmuth       |
| (944) Hidalgo       | 1920 HZ                | 31 d'octubre del 1920   | Bergedorf, Alemanya                          | W. Baade          |
| (945) Barcelona     | 1921 JB                | 3 de febrer del 1921    | Barcelona, Catalunya                         | J. Comas Solà     |
| (946) Poësia        | 1921 JC                | 11 de febrer del 1921   | Heidelberg, Alemanya                         | M. F. Wolf        |
| (947) Monterosa     | 1921 JD                | 8 de febrer del 1921    | Bergedorf, Alemanya                          | A. Schwassmann    |
| (948) Jucunda       | 1921 JE                | 3 de març del 1921      | Heidelberg, Alemanya                         | K. Reinmuth       |
| (949) Hel           | 1921 JK                | 11 de març del 1921     | Heidelberg, Alemanya                         | M. F. Wolf        |
| (950) Ahrensa       | 1921 JP                | 11 d'abril del 1921     | Heidelberg, Alemanya                         | K. Reinmuth       |
| (951) Gaspra        | 1916 S45               | 30 de juliol del 1916   | Observatori Simeiz, Crimea                   | G. N. Neujmin     |
| (952) Caia          | 1916 S61               | 27 d'octubre del 1916   | Observatori Simeiz, Crimea                   | G. N. Neujmin     |
| (953) Painleva      | 1921 JT                | 29 d'abril del 1921     | Alger, Algèria                               | B. Jekhovsky      |
| (954) Li            | 1921 JU                | 4 d'agost del 1921      | Heidelberg, Alemanya                         | K. Reinmuth       |
| (955) Alstede       | 1921 JV                | 5 d'agost del 1921      | Heidelberg, Alemanya                         | K. Reinmuth       |
| (956) Elisa         | 1921 JW                | 8 d'agost del 1921      | Heidelberg, Alemanya                         | K. Reinmuth       |
| (957) Camelia       | 1921 JX                | 7 de setembre del 1921  | Heidelberg, Alemanya                         | K. Reinmuth       |
| (958) Asplinda      | 1921 KC                | 28 de setembre del 1921 | Heidelberg, Alemanya                         | K. Reinmuth       |
| (959) Arne          | 1921 KF                | 30 de setembre del 1921 | Heidelberg, Alemanya                         | K. Reinmuth       |
| (960) Birgit        | 1921 KH                | 1 d'octubre del 1921    | Heidelberg, Alemanya                         | K. Reinmuth       |
| (961) Gunnie        | 1921 KM                | 10 d'octubre del 1921   | Heidelberg, Alemanya                         | K. Reinmuth       |
| (962) Aslög         | 1921 KP                | 25 d'octubre del 1921   | Heidelberg, Alemanya                         | K. Reinmuth       |
| (963) Iduberga      | 1921 KR                | 26 d'octubre del 1921   | Heidelberg, Alemanya                         | K. Reinmuth       |
| (964) Subamara      | 1921 KS                | 27 d'octubre del 1921   | Viena, Àustria                               | J. Palisa         |
| (965) Angelica      | 1921 KT                | 4 de novembre del 1921  | La Plata, Argentina                          | J. Hartmann       |
| (966) Muschi        | 1921 KU                | 9 de novembre del 1921  | Bergedorf, Alemanya                          | W. Baade          |
| (967) Helionape     | 1921 KV                | 9 de novembre del 1921  | Bergedorf, Alemanya                          | W. Baade          |
| (968) Petunia       | 1921 KW                | 24 de novembre del 1921 | Heidelberg, Alemanya                         | K. Reinmuth       |
| (969) Leocadia      | 1921 KZ                | 5 de novembre del 1921  | Observatori Simeiz, Crimea                   | S. Beljavskij     |
| (970) Primula       | 1921 LB                | 29 de novembre del 1921 | Heidelberg, Alemanya                         | K. Reinmuth       |
| (971) Alsatia       | 1921 LF                | 23 de novembre del 1921 | Niça, França                                 | A. Schaumasse     |
| (972) Cohnia        | 1922 LK                | 18 de gener del 1922    | Heidelberg, Alemanya                         | M. F. Wolf        |
| (973) Aralia        | 1922 LR                | 18 de març del 1922     | Heidelberg, Alemanya                         | K. Reinmuth       |
| (974) Lioba         | 1922 LS                | 18 de març del 1922     | Heidelberg, Alemanya                         | K. Reinmuth       |
| (975) Perseverantia | 1922 LT                | 27 de març del 1922     | Viena, Àustria                               | J. Palisa         |
| (976) Benjamina     | 1922 LU                | 27 de març del 1922     | Alger, Algèria                               | B. Jekhovsky      |
| (977) Philippa      | 1922 LV                | 6 d'abril del 1922      | Alger, Algèria                               | B. Jekhovsky      |
| (978) Aidamina      | 1922 LY                | 18 de maig del 1922     | Observatori Simeiz, Crimea                   | S. Beljavskij     |
| (979) Ilsewa        | 1922 MC                | 29 de juny del 1922     | Heidelberg, Alemanya                         | K. Reinmuth       |
| (980) Anacostia     | 1921 W19               | 21 de novembre del 1921 | Washington D.C                               | G. H. Peters      |
| (981) Martina       | 1917 S92               | 23 de setembre del 1917 | Observatori Simeiz, Crimea                   | S. Beljavskij     |
| (982) Franklina     | 1922 MD                | 21 de maig del 1922     | Johannesburg, Sud-àfrica                     | H. E. Wood        |
| (983) Gunila        | 1922 ME                | 30 de juliol del 1922   | Heidelberg, Alemanya                         | K. Reinmuth       |
| (984) Gretia        | 1922 MH                | 27 d'agost del 1922     | Heidelberg, Alemanya                         | K. Reinmuth       |
| (985) Rosina        | 1922 MO                | 14 d'octubre del 1922   | Heidelberg, Alemanya                         | K. Reinmuth       |
| (986) Amèlia        | 1922 MQ                | 19 d'octubre del 1922   | Barcelona                                    | J. Comas Solà     |
| (987) Wallia        | 1922 MR                | 23 d'octubre del 1922   | Heidelberg, Alemanya                         | K. Reinmuth       |
| (988) Appella       | 1922 MT                | 10 de novembre del 1922 | Alger, Algèria                               | B. Jekhovsky      |
| (989) Schwassmannia | 1922 MW                | 18 de novembre del 1922 | Bergedorf, Alemanya                          | A. Schwassmann    |
| (990) Yerkes        | 1922 MZ                | 23 de novembre del 1922 | Williams Bay, Wisconsin (Observatori Yerkes) | G. Van Biesbroeck |
| (991) McDonalda     | 1922 NB                | 24 d'octubre del 1922   | Williams Bay, Wisconsin (Observatori Yerkes) | O. Struve         |
| (992) Swasey        | 1922 ND                | 14 de novembre del 1922 | Williams Bay, Wisconsin (Observatori Yerkes) | O. Struve         |
| (993) Moultona      | 1923 NJ                | 12 de gener del 1923    | Williams Bay, Wisconsin (Observatori Yerkes) | G. Van Biesbroeck |
| (994) Otthild       | 1923 NL                | 18 de març del 1923     | Heidelberg, Alemanya                         | K. Reinmuth       |
| (995) Sternberga    | 1923 NP                | 8 de juny del 1923      | Observatori Simeiz, Crimea                   | S. Beljavskij     |
| (996) Hilaritas     | 1923 NM                | 21 de març del 1923     | Viena, Àustria                               | J. Palisa         |
| (997) Priska        | 1923 NR                | 12 de juliol del 1923   | Heidelberg, Alemanya                         | K. Reinmuth       |
| (998) Bodea         | 1923 NU                | 6 d'agost del 1923      | Heidelberg, Alemanya                         | K. Reinmuth       |
| (999) Zachia        | 1923 NW                | 9 d'agost del 1923      | Heidelberg, Alemanya                         | K. Reinmuth       |
| (1000) Piazzia      | 1923 NZ                | 12 d'agost del 1923     | Heidelberg, Alemanya                         | K. Reinmuth       |